# Бенгальське президентство
22°32′28″ пн. ш. 88°20′16″ сх. д. / 22.541111° пн. ш. 88.337778° сх. д.
Бенгальське президентство, офіційно президентство Форт-Вільяма, а пізніше провінція Бенгалія — підрозділ Британської імперії в Індії. На піку своєї територіальної юрисдикції вона охоплювала значні частини нинішньої Південної та Південно-Східної Азії. Власне Бенгалія охоплювала етнолінгвістичний регіон Бенгалії (сучасний Бангладеш та індійський штат Західна Бенгалія). Столицею Бенгальського президентства була Калькутта, місто, яке виросло навколо Форт-Вільяма. Протягом багатьох років губернатор Бенгалії одночасно був віце-королем Індії, а Калькутта була фактичною столицею Індії до 1911 року.
Бенгальська президентська влада виникла з торгових постів, заснованих у Могольській Бенгалії під час правління імператора Джаханґіра в 1612 році. Ост-Індська компанія (БОІК), британська монополія з Королівською гартією, конкурувала з іншими європейськими компаніями за вплив у Бенгалії. Після вирішального повалення навабів Бенгалії в 1757 році та битви при Буксарі в 1764 році БОІК розширила свій контроль над більшою частиною Індійського субконтиненту. Це стало початком правління Компанії в Індії, коли БОІК стала найпотужнішою військовою силою на субконтиненті. Британський парламент поступово позбавив монополії БОІК. До 1850-х років БОІК мав проблеми з фінансами. Після індійського заколоту 1857 року британський уряд взяв на себе пряме управління Індією. Бенгальське президентство було реорганізовано. На початку ХХ століття Бенгалія стала осередком руху за незалежність Індії, а також епіцентром бенгальського Відродження.
Під час британського правління Бенгалія була економічним, культурним і освітнім центром Індії.  У період протоіндустріалізації Бенгалія зробила значний безпосередній внесок у промислову революцію в Британії, хоча незабаром її наздогнало Майсурське князівство, яким керував Тіпу Султан, як домінуюча економічна сила Південної Азії. Коли у 1867 році Бенгалія була реорганізована, Пенанг, Сінгапур і Малакка були розділені на Стрейтс-Сеттлмент. Британська Бірма стала провінцією Індії, а згодом колонією Корони. Західні території, включаючи передані та завойовані провінції та Пенджаб, були додатково реорганізовані. Північно-східні райони стали колоніальним Ассамом. Поділ Британської Індії в 1947 році призвів до поділу Бенгалії за релігійною ознакою.

## Історія

### Передумови

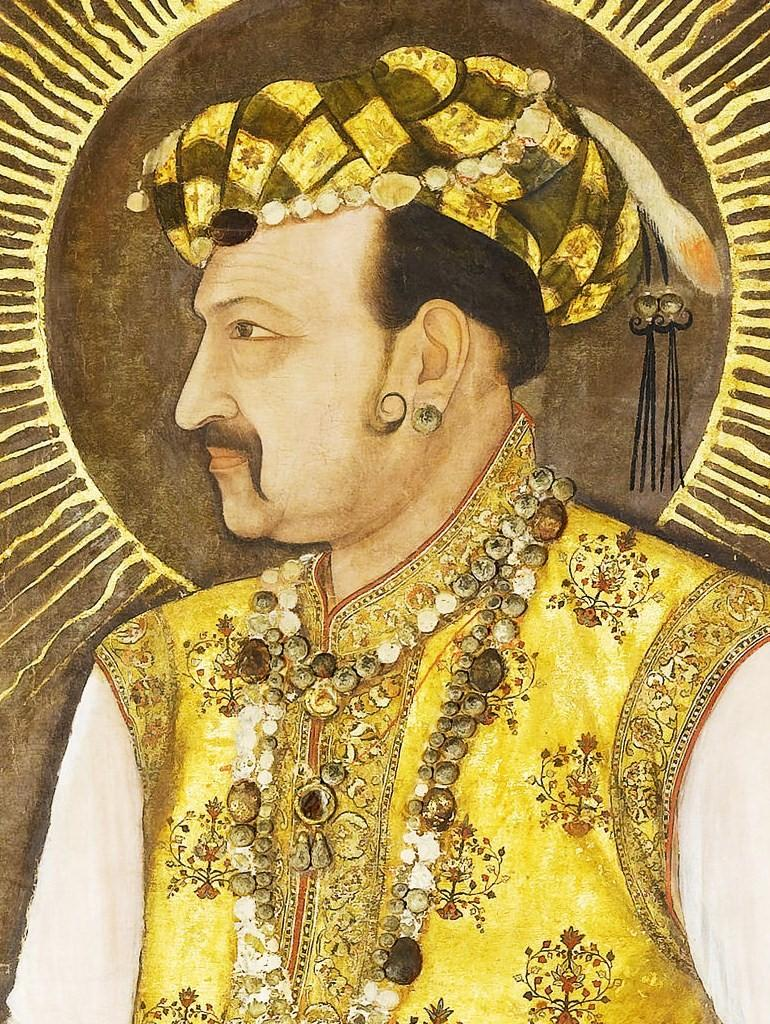
Джаханґір вперше дозволив торгувати в Бенгалії Ост-Індській компанії (БОІК)

У 1599 році королева Єлизавета I видала королівську гартію, яка дозволяла створити торгову компанію в Лондоні для цілей торгівлі з Ост-Індією. Управління компанією передано губернатору та Раді директорів із 24 членів. Корпорація стала відомою як Почесна Ост-Індська компанія. Вона зросла і склала половину світової торгівлі.  Компанії було надано монополію на британську торгівлю в Індійському океані.
У 1608 році імператор Великих Моголів Джаханґір дозволив Англійській Ост-Індській компанії заснувати невеликий торговий пункт на західному узбережжі Індії. 1611 року за нею була фабрика на Коромандельському узбережжі в Південній Індії, а в 1612 році компанія приєдналася до інших уже створених європейських торгових компаній для торгівлі в багатій Бенгальській Субі на сході. Однак з 1707 року могутність Імперії Великих Моголів занепала, коли Наваб Бенгалії в Муршидабаді став фінансово незалежним за допомогою таких банкірів, як Джагат Сет. Наваби почали укладати договори з численними європейськими компаніями, включаючи Французьку Ост-Індську компанію, Голландську Ост-Індську компанію та Данську Ост-Індську компанію.
Двір Великих Моголів у Делі був ослаблений вторгненням Надір-шаха з Персії (1739) і вторгненням Ахмеда-шаха Дуррані з Афганістану (1761). У той час як бенгальська суба зазнав десятиліття набігів маратхів за допомогою загонів легкої кінноти баргір-гірі, спрямованих на пограбування території між 1741 і 1751 роками. У 1742 році компанія вирішила витратити 25 тис. рупійна будівництво 3 км маратського рову навколо Калькутти, щоб захистити свої об'єкти від рейдерів. Наваб Бенгалії в 1751 році вирішив припинити пограбування своєї території , хоча і визнав адміністрацію Орріси та погодився зробити Бенгалію державою-данником маратхів, сплачуючи 1.2 мільйонів рупійщорічно як чаут Бенгалії та Біхару. Наваб Бенгалії також заплатив 3.2 мільйон рупій маратхам як заборгованість за попередні роки.
У червні 1756 року заводи компанії в Коссімбазарі і Калькутті були обложені та вщяті військами наваба Бенгалії, а товари компанії, скарби та зброя були захоплені. Калькутта була перейменована в Алінаґар на честь попередника Сірадж-уд-Даула. Сили Компанії, очолювані Вотсоном і Робертом Клайвами, у січні 1757 року відбили Форт-Вільям, а наваб Сірадж-уд-Даулах уклав Алінаґарський договір, відновлюючи право компанії торгувати в Бенгалії та зміцнювати Форт-Вільям. Паралельно Роберт Клайв змовився з Джаґатом Сетом, Омічандом і Мір Джафаром, щоб посадити останнього на муснуд Бенгалії, план, який вони мали реалізувати в червні 1757 року.
Перемоги Ост-Індської компанії в битві при Плассі (1757) і битві при Буксарі (проти навабів Бенгалії та Ауда в 1764 році) призвели до скасування місцевого правління (Нізамат) в Бенгалії в 1793 році. Компанія поступово почала формально розширювати свої території в Індії та Південно-Східній Азії. До середини ХІХ століття Ост-Індська компанія стала головною політичною та військовою силою на Індійському субконтиненті. Її територія перебувала під довірою британської корони. Компанія також випустила монети від імені номінального імператора Великих Моголів (який був вигнаний у 1857 році).

### Адміністративні зміни та постійне поселення

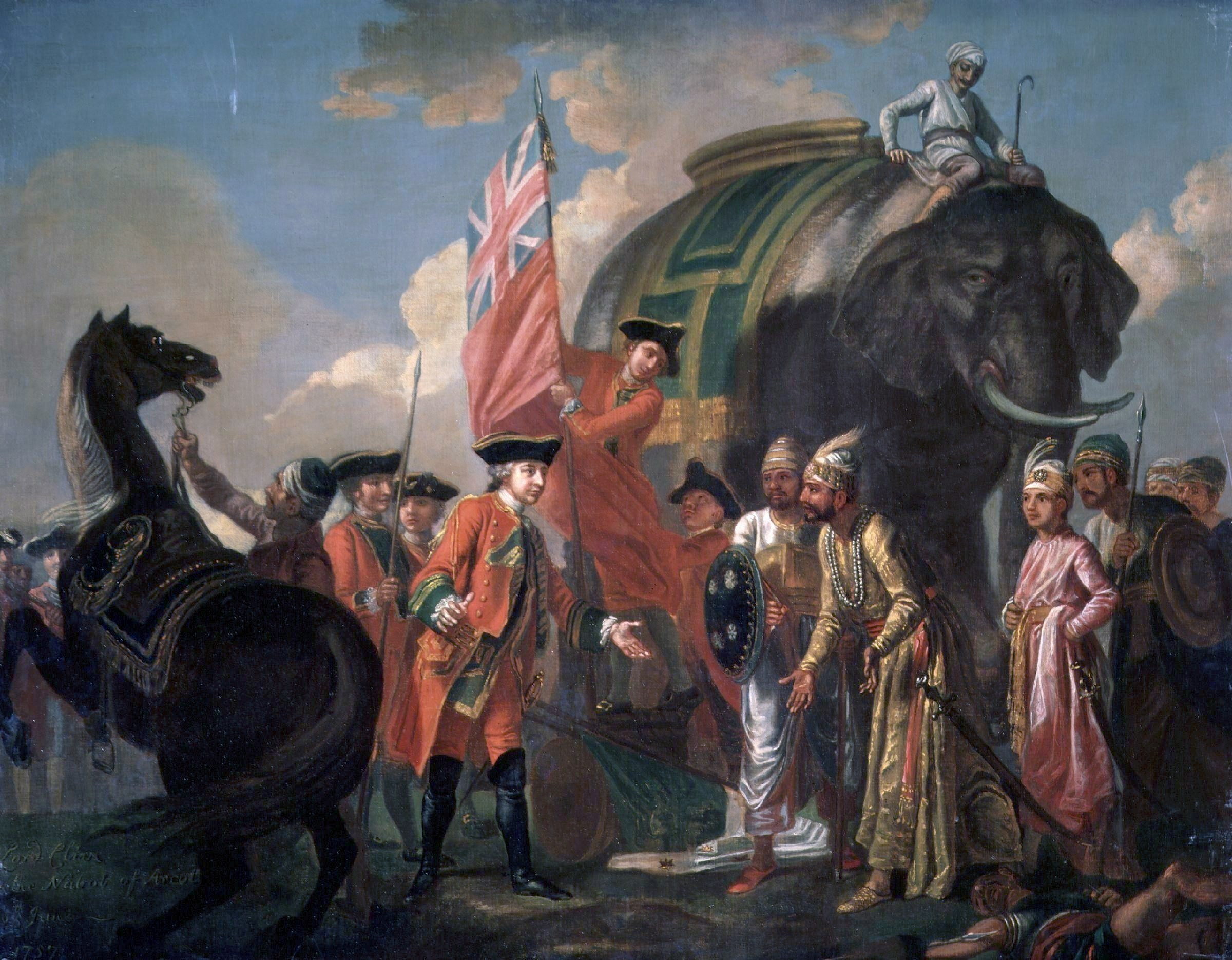
Роберт Клайв у битві при Плассі в 1757 році, яка ознаменувала поразку останнього незалежного наваба Бенгалії Сірадж-уд-Даула

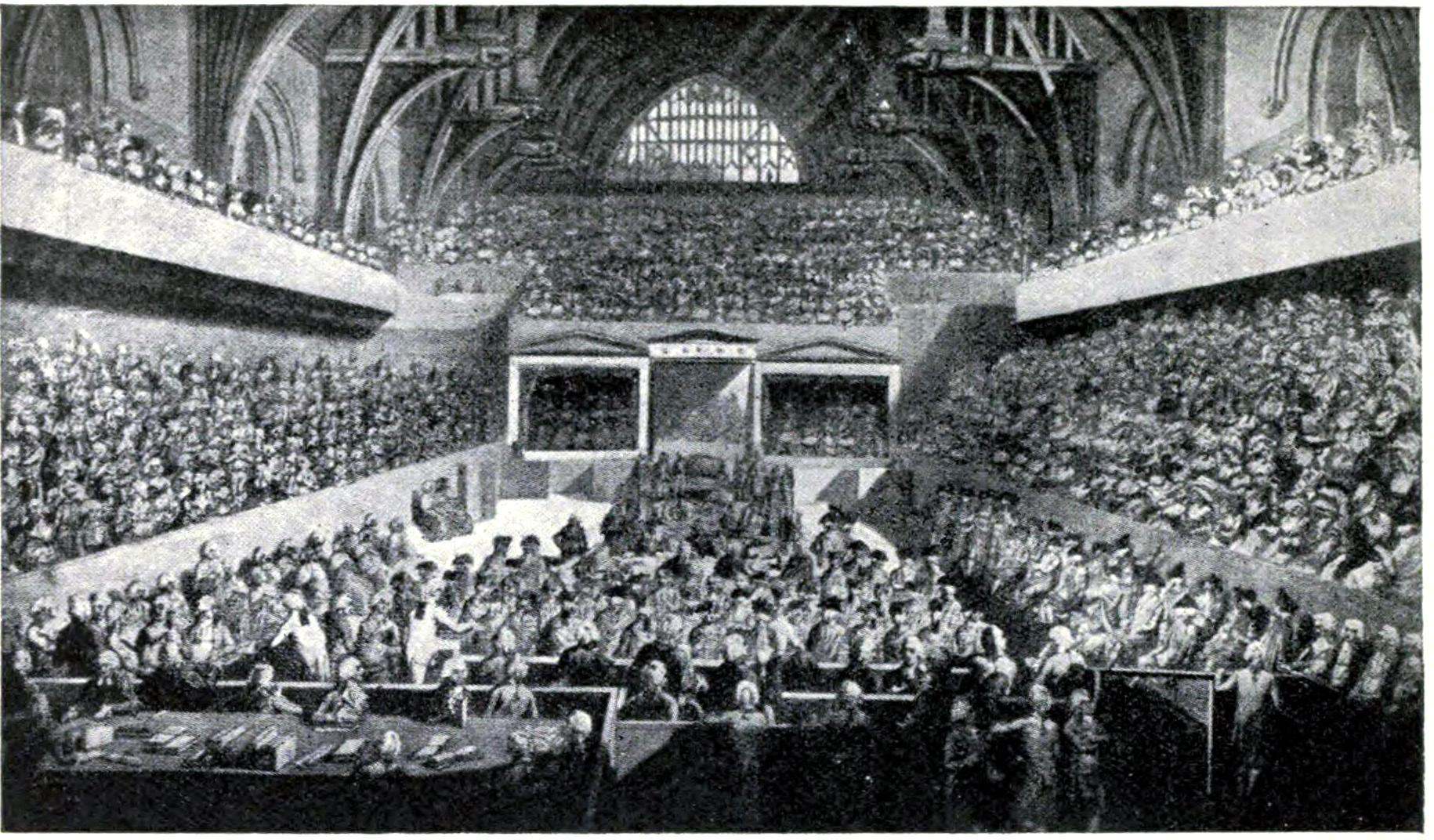
Імпічмент Воррена Гастінгса

За Воррена Гастінгса консолідація британського імперського правління над Бенгалією зміцнилася завдяки перетворенню торгової зони на окуповану територію під керівництвом військово-цивільного уряду, тоді як за Джона Шора було запроваджено упорядковану систему законодавства. Діючи через лорда Корнволліса, тодішнього генерал-губернатора, він встановив і визначив права землевласників на землю. Ці землевласники за попередньої системи починали, здебільшого, як збирачі доходів і поступово набули певних приписних прав як квазівласники маєтків, довірених їм урядом. 1793 року лорд Корнволліс оголосив їхні права безстроковими та передав землю Бенгалії попереднім квазівласникам або заміндарам за умови сплати фіксованого земельного податку. Цей законодавчий акт знаний як Постійне врегулювання земельних доходів. Він був розроблений, щоб «запровадити» ідеї прав власності в Індії та стимулювати ринок землі. Перша мета неправильно розуміла природу землеволодіння в Індії, а друга виявилася жалюгідною невдачею.
Кодекс Корнволліса, визначаючи права власників, не визнав належним чином права суборендаторів і землеробів. Під час британського правління це залишалося серйозною проблемою, оскільки протягом усього періоду Бенгальського президентства ріоти (селяни) опинялися у пригніченому стані орендодавцями-земляками, які знали, що кожну рупію, яку вони можуть вижати у своїх орендарів понад фіксований дохід, який вимагали від орендарів. Уряд представляв чистий прибуток. Крім того, постійне поселення не враховувало інфляції, тобто вартість доходів для уряду з кожним роком зменшувалася, тоді як важкий тягар, який лягав на селянство, не менше зростав. На початку ХІХ століття це було доповнено обов’язковими схемами вирощування опіуму та індиго, першими займалася держава, а останніми – британські плантатори. Селяни були змушені вирощувати певні площі цих культур, які потім закуповувалися за цінами, нижчими від ринкових, на експорт. Це значно посилювало бідність села.
Постійне поселення виявилося настільки невдалим, що його не запровадили в північно-західних провінціях (відібраних у маратхів під час кампаній лорда Лейка та Артура Велслі) після 1831 року, у Пенджабі після його завоювання в 1849 році чи в Ауді, який був анексований у 1856 рік. Ці регіони номінально були частиною президента Бенгалії, але залишалися адміністративно відокремленими. Територію президентства під прямим управлінням іноді називали Нижньою Бенгалією, щоб відрізнити її від президентства в цілому. Офіційно Пенджаб, Агра та Аллахабад мали лейтенант-губернаторів, які підпорядковувалися губернатору Бенгалії в Калькутті, але на практиці вони були більш-менш незалежними. Єдиними загальнопрезидентськими інститутами, які залишилися, були Бенгальська армія та державна служба. Бенгальська армія була остаточно об’єднана в нову британсько-індійську армію в 1904–1905 роках після тривалої боротьби за її реформування між лордом Кітченером, головнокомандувачем, і лордом Керзоном, віце-королем.

### Стрейтс-Сетлментс

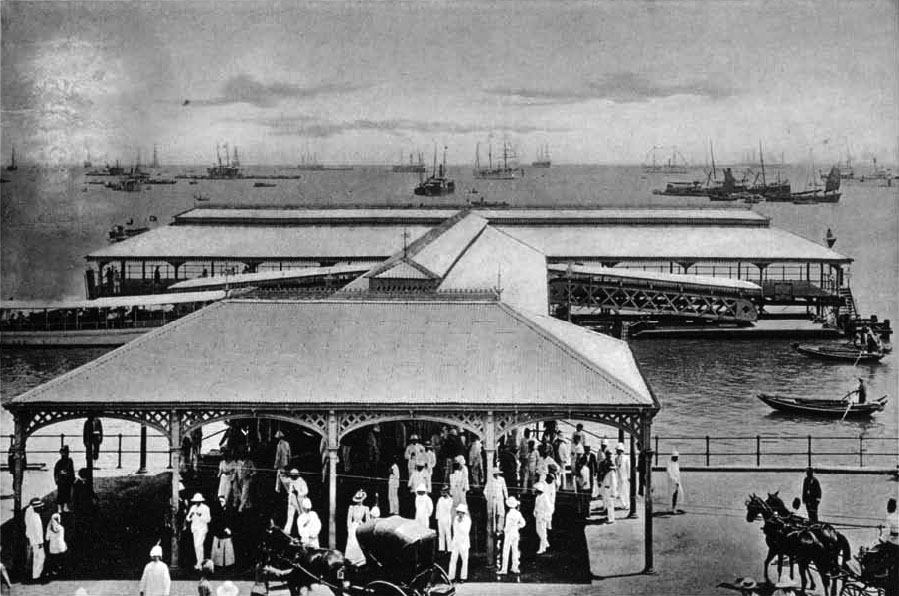
Пірс Джонстона, Сінгапур, прибл. 1900

У 1830 році Британські поселення на узбережжі Малаккської протоки було перетворено на резиденцію Бенгальського президентства в Калькутті. Територія включала колишній острів Принца Вельзького та провінцію Велслі, а також порти Малакку та Сінгапур.
Під адміністрацією Ост-Індської компанії поселення використовувалися як колонії для індійських цивільних і військових ув'язнених, за що вони отримали назву «Ботанічні затоки Індії».:29 У 1852 і 1853 роках відбулися незначні повстання каторжників у Сінгапурі та Пінангу.:91 Засмучені правлінням Ост-Індської компанії, у 1857 році європейське населення Сетлетментів надіслало петицію до британського парламенту з проханням прямого правління.

### Вікторіанська епоха
У 1859 році, за умовами Прокламації королеви, виданої королевою Вікторією, президентство Бенгалії разом з рештою Британської Індії перейшло під пряме правління Британської корони.
Рада губернатора була реформована та розширена відповідно до Закону про індійські ради 1861 року, Закону про індійські ради 1892 року, Закону про індійські ради 1909 року, Закону про уряд Індії 1919 року та Закону про уряд Індії 1935 року.

### 1905 Поділ Бенгалії

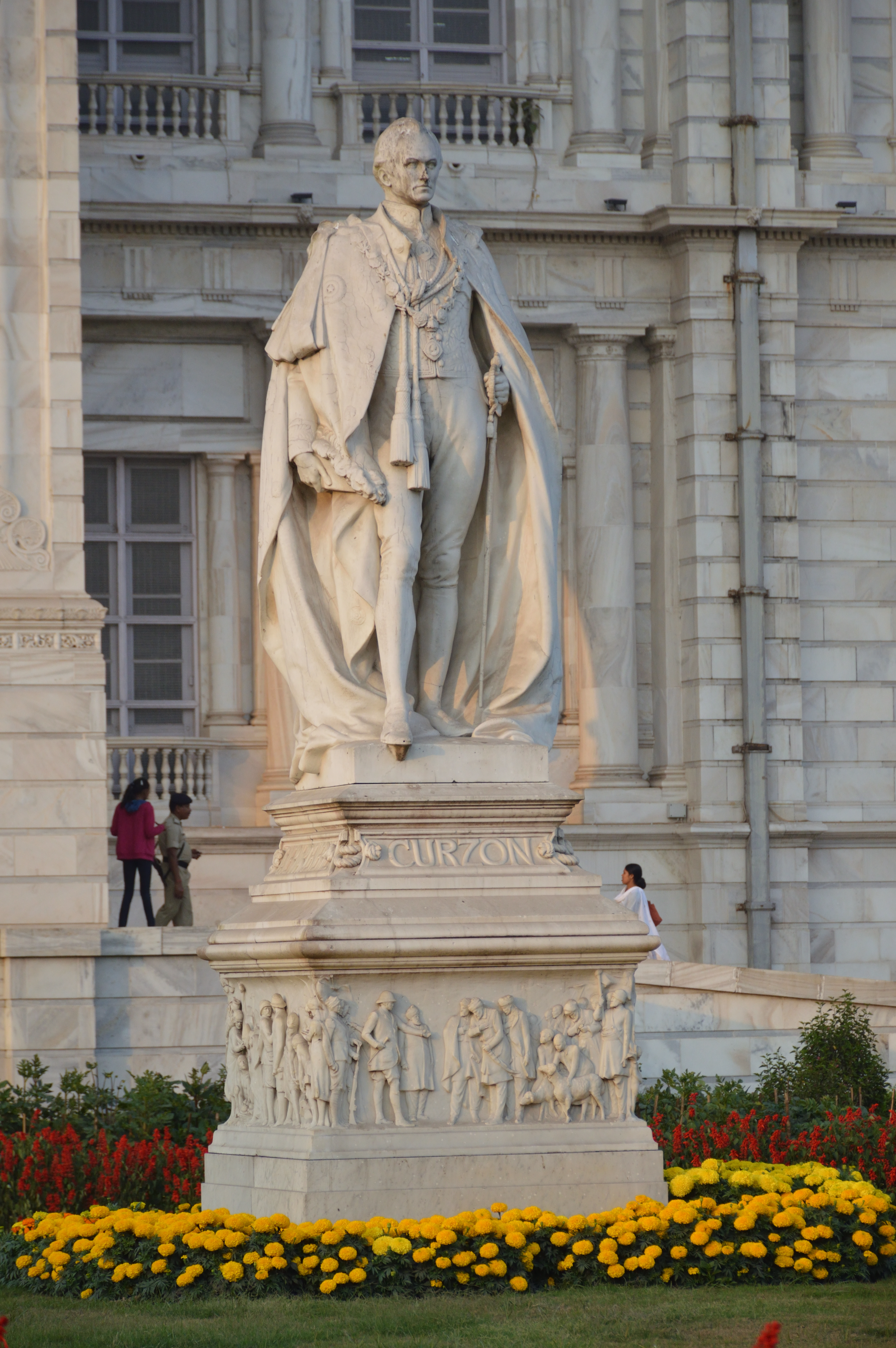
Статуя в Калькутті Вікторія Меморіал лорда Керзона, який 16 жовтня 1905 року оголосив про створення Східної Бенгалії та Ассаму

Поділ великої провінції Бенгалії, який було прийнято лордом Керзоном, і Каяном Уддіном Ахметом, головним секретарем Бенгалії, було виконано в жовтні 1905 року. Дивізії Читтагонг, Дакка і Раджшахі, округ Мальда і штати Гілл Тріпура, Силхет і Комілла були передані з Бенгалії до нової провінції Східна Бенгалія та Ассам; п'ять гіндімовних держав Чота Нагпур, а саме Чангбхакар, Корія, Сургуджа, Удайпур і Джашпур, були передані з Бенгалії до Центральних провінцій; і держава Самбалпур і п'ять держав орії Бамра, Райракхол, Сонепур, Патна і Калаханді були передані з центральних провінцій до Бенгалії.
Тоді провінція Західна Бенгалія складалася з тридцяти трьох округів, до яких належали: Бурдван, Бірбхум, Банкура, Міднапур, Гуглі, Хоура, Двадцять чотири Паргани, Калькутта, Надія, Муршидабад, Джессор, Кхулна, Патна, Гая, Шахабад, Саран, Чампаран, Музаффарпур, Дарбханга, Монгір, Бхагалпур, Пурнеа, Сантал Парганас, Каттак, Баласор, Ангул і Кандхмал, Пурі, Самбалпур, Сінгхбхум, Хазарібаг, Ранчі, Паламау та Манбхум. Тубільне князівство Сіккім і державні утовоення Одіша і Чхота-Нагпур не входили до складу Бенгалії, але британські відносини з ними контролювались її урядом.
Закон про індійські ради 1909 року розширив законодавчі ради Бенгалії та провінцій Східної Бенгалії та Ассаму, включивши до них до 50 призначених і обраних членів, на додаток до трьох членів ex officio від виконавчої ради.
Законодавча рада Бенгалії включала 22 призначених члена, з яких не більше 17 могли бути офіційними особами, і двох призначених експертів. З 26 обраних членів один був обраний Корпорацією Калькутти, шість — муніципалітетами, шість — районними радами, один — Університетом Калькутти, п’ять — землевласниками, чотири — мусульманами, двоє — Бенгальською торговою палатою і один — Торгова асоціація Калькутти. Законодавча рада Східної Бенгалії та Ассаму включала 22 призначених члена, з яких не більше 17 були офіційними особами та один представляв індійську торгівлю, а також двох призначених експертів. З 18 обраних членів троє були обрані муніципалітетами, п’ять — районними та місцевими радами, двоє — землевласниками, четверо — мусульманами, двоє — чайними відсотками, один — джутовими відсотками та один — комісарами порту Читтагонг.
Поділ Бенгалії виявився дуже суперечливим, оскільки в результаті утворилася переважно індуїстська Західна Бенгалія та переважно мусульманський Схід. За цим кроком виникло серйозне народне хвилювання, частково на тій підставі, що це було частиною цинічної політики «розділяй і володарюй», а частково через те, що бенгальське населення, центром інтересів і процвітання якого була Калькутта, тепер було розділене між двома урядами, зосередженими і чисельно домінуючими під одним, тоді як основна маса буде в новому підрозділі. У 1906–1909 роках заворушення набули значного розмаху, що вимагало особливої уваги з боку індійського та внутрішнього урядів, і це призвело до скасування рішення в 1911 році.

### Реорганізація Бенгалії, 1912 рік

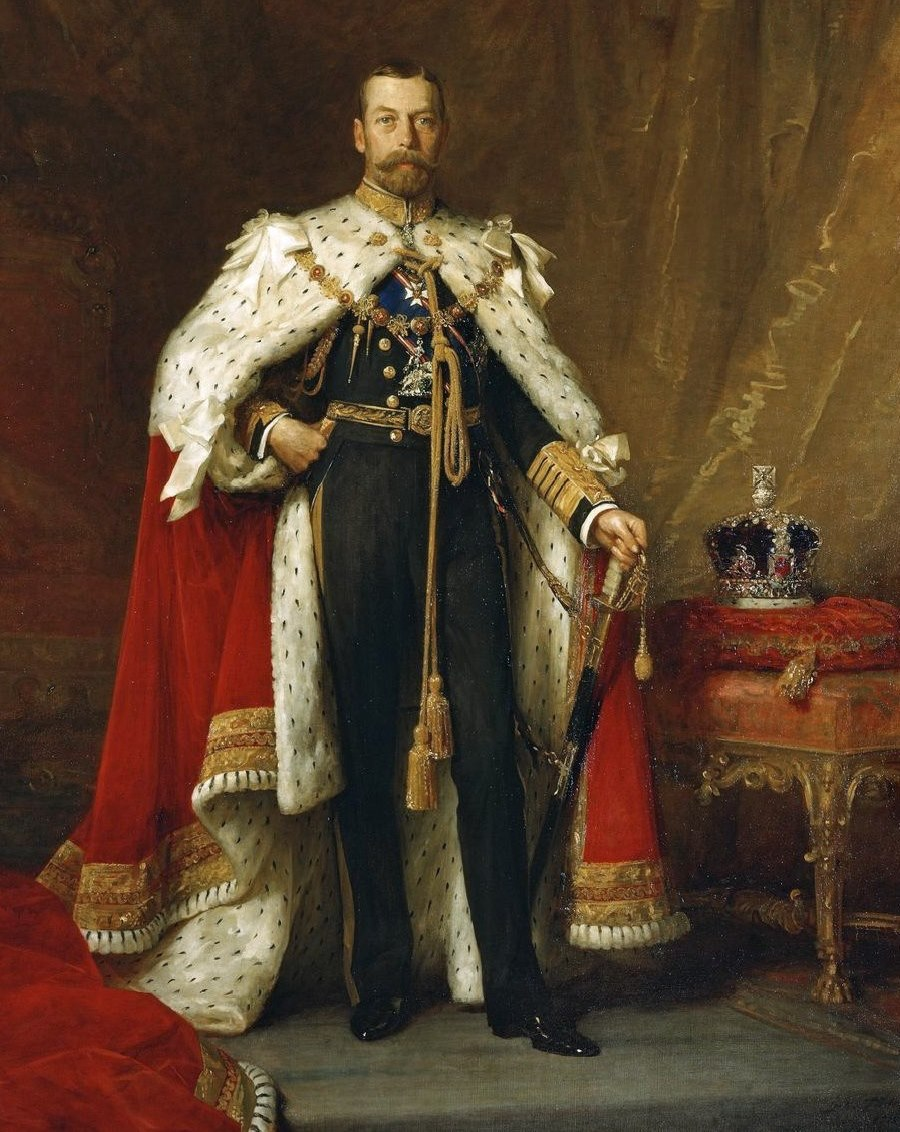
У 1911 році король Георг V оголосив про скасування першого поділу Бенгалії та перенесення столиці Британської Індії з Калькутти до Нью-Делі.

На Дурбарі в Делі 12 грудня 1911 року король Георг V оголосив про перенесення резиденції уряду Індії з Калькутти до Делі, про возз’єднання п’яти переважно бенгальомовних відділів у президентство (або провінцію) Бенгалії під керівництвом губернатора., створення нової провінції Біхар і Орісса під керівництвом лейтенант-губернатора, а провінція Ассам буде відтворена під керівництвом головного комісара. 21 березня 1912 року губернатором Бенгалії був призначений Томас Гібсон-Кармайкл; до цієї дати генерал-губернатор Індії також обіймав посаду губернатора Бенгалії. 22 березня були утворені провінції Бенгалія, Біхар, Орісса й Ассам.
Закон про уряд Індії 1919 року збільшив кількість призначених і обраних членів законодавчої ради з 50 до 125, а виборче право було розширено. У 1936 році Біхар і Орісса стали окремими провінціями. Бенгалія залишалася в своїх кордонах з 1912 року до здобуття незалежності в 1947 році, коли вона була знову розділена між домініонами Індії та Пакистану.

### 1947 Розділ Бенгалії
8 травня 1947 року віце-король Ерл Маунтбаттен телеграфував британському уряду з планом поділу, який зробив виняток для Бенгалії. Це була єдина провінція, якій дозволили залишитися незалежною, якщо вона вирішить це зробити. 23 травня на засіданні британського кабінету також було висловлено надію, що Бенгалія залишиться єдиною. Британський прем'єр-міністр Клемент Еттлі повідомив 2 червня 1947 року посла США у Сполученому Королівстві, що є «явна ймовірність того, що Бенгалія може ухвалити рішення проти поділу та проти приєднання до Індії чи Пакистану». 6 липня 1947 року Силхетський референдум дав мандат округу Сілхет на об’єднання з Бенгалією. Проте лідери індуїстських націоналістів у Західній Бенгалії та консервативні мусульманські лідери Східної Бенгалії були проти цієї перспективи.
20 червня 1947 року Законодавчі збори Бенгалії зібралися для голосування щодо планів поділу. На попередній спільній сесії асамблея 120 голосами проти 90 вирішила залишитися єдиною, якщо приєднається до нової Установчої асамблеї Пакистану. Пізніше окреме засідання законодавців із Західної Бенгалії 58 голосами проти 21 вирішило, що провінція має бути розділена та що Західна Бенгалія має приєднатися до існуючих Установчих зборів Індії. На іншій окремій зустрічі законодавців Східної Бенгалії 106 голосами проти 35 було вирішено, що провінція не повинна бути розділена, і 107 голосами проти 34, що Східна Бенгалія повинна приєднатися до Пакистану в разі поділу. Не було проведено голосування щодо пропозиції незалежної Об'єднаної Бенгалії.

## Географія
Головними морськими воротами президента була Бенгальська затока. Наступні карти ілюструють його територіальну еволюцію.

Карти Бенгальського президентства
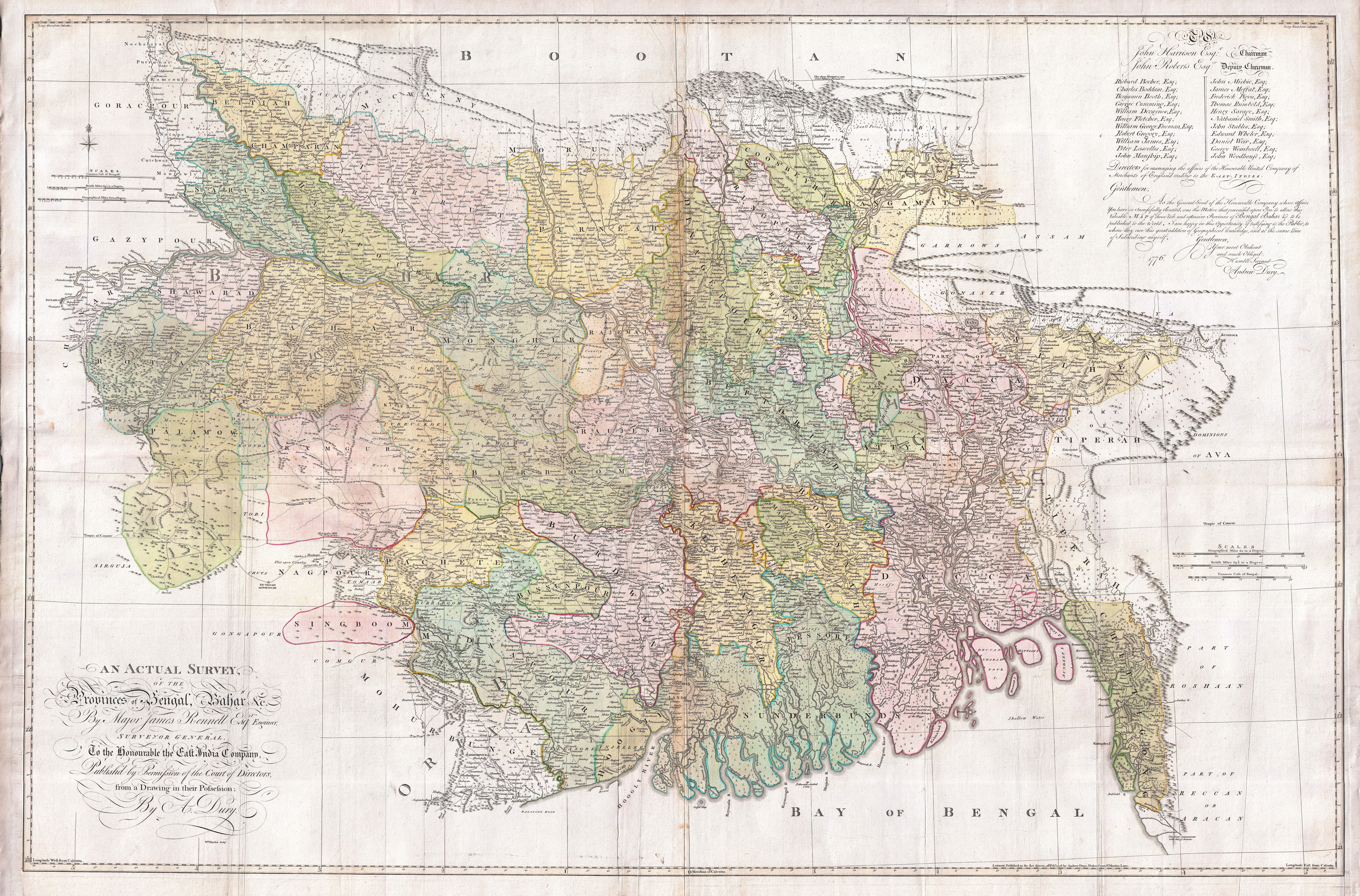
Бенгальське президентство, 1776 р.
Бенгальське президентство, 1786 р.
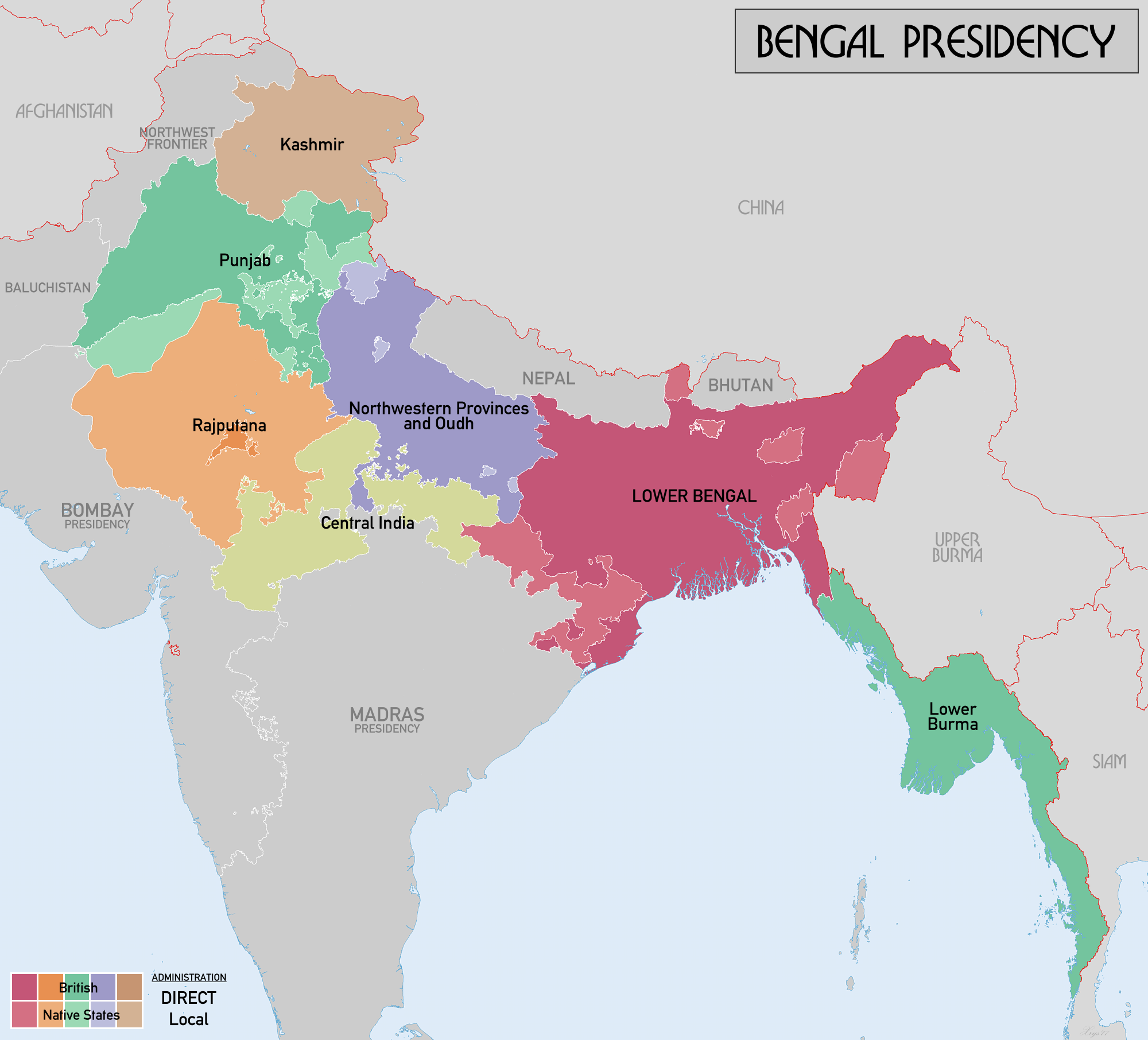
Карта із зображенням північних регіонів президентства в 1858 році, включаючи тубільні князівства Кашмір, агентство Раджпутана та Пенджаб
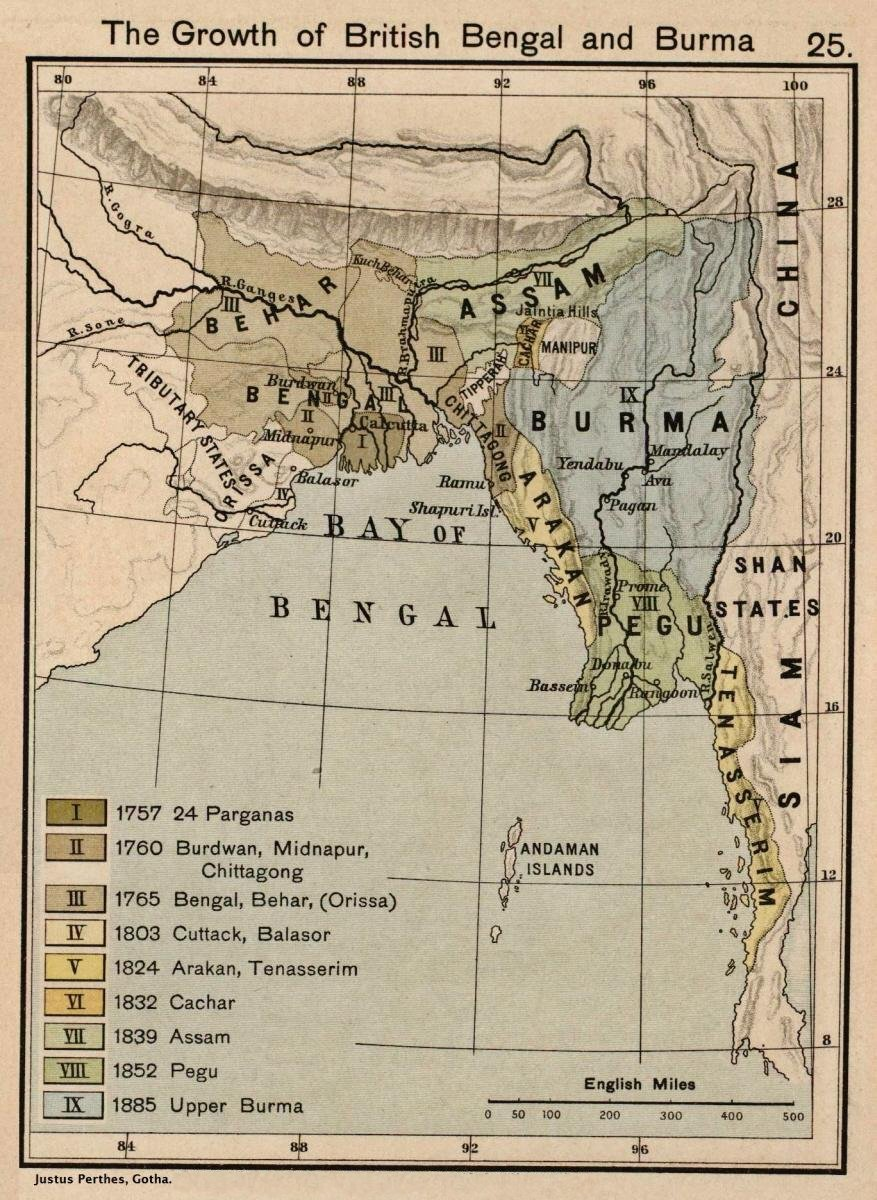
Карта, що демонструє зростання британського панування в Бенгалії та Бірмі
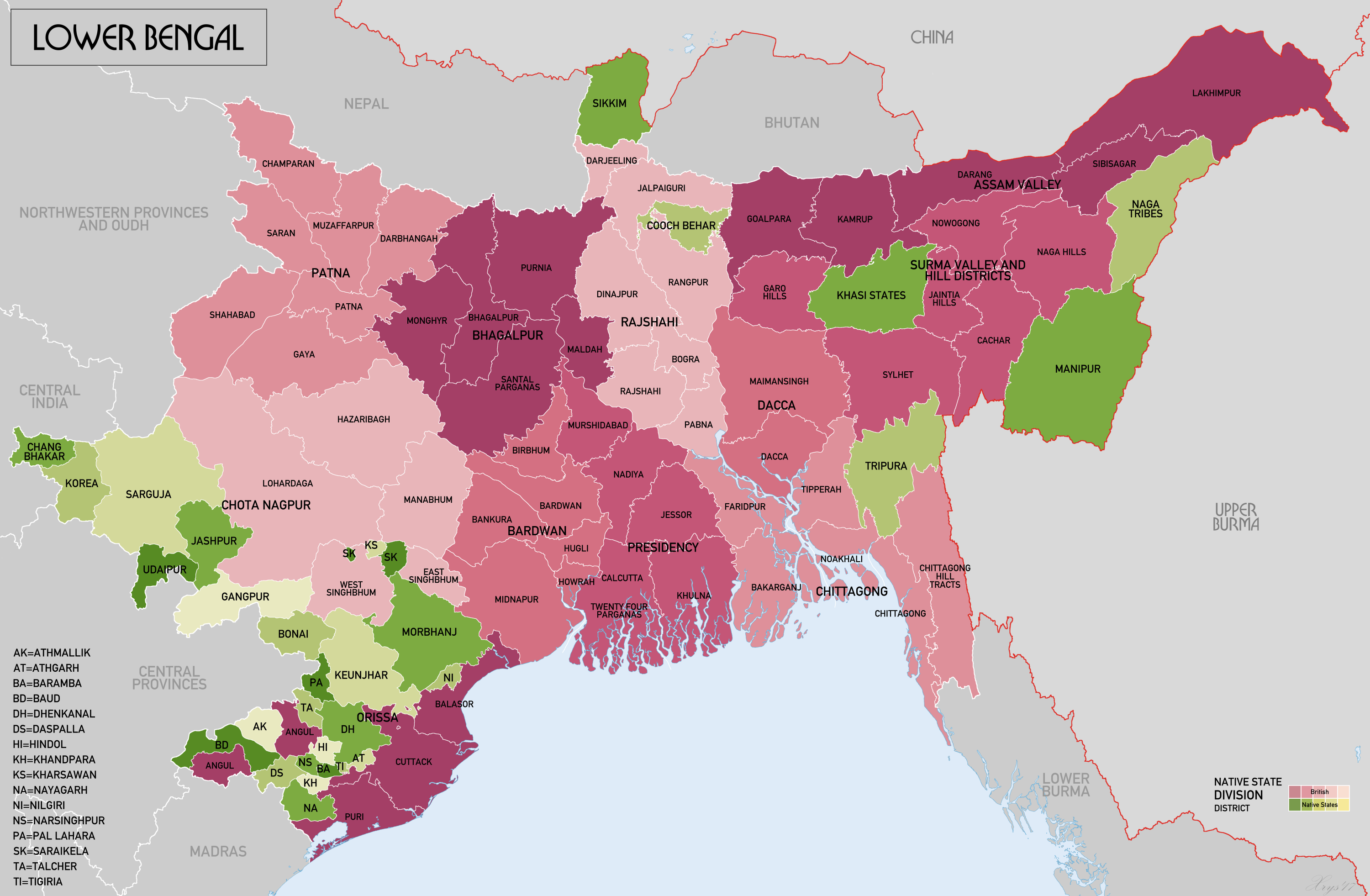
Карта, що позначає Нижню Бенгалію 1870 року, включаючи власне Бенгалію, Оріссу, Біхар і Ассам; і тубільні держави
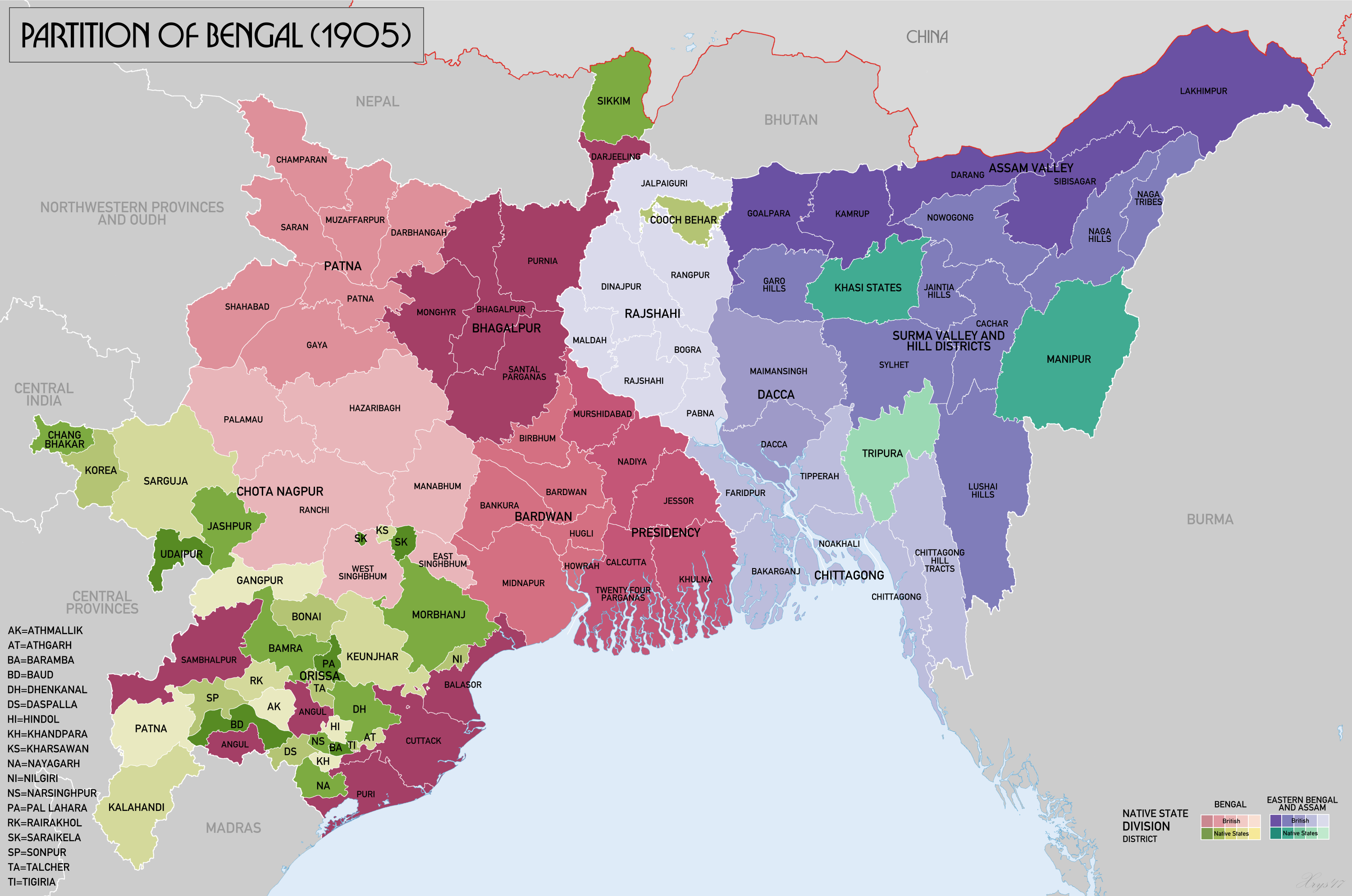
Карта, що показує результати поділу Бенгалії в 1905 році. Західна частина (Бенгалія) отримала частину Орісси, а східна частина (Східна Бенгалія та Ассам) повернула собі Ассам, який був виділений в окрему провінцію в 1874 році
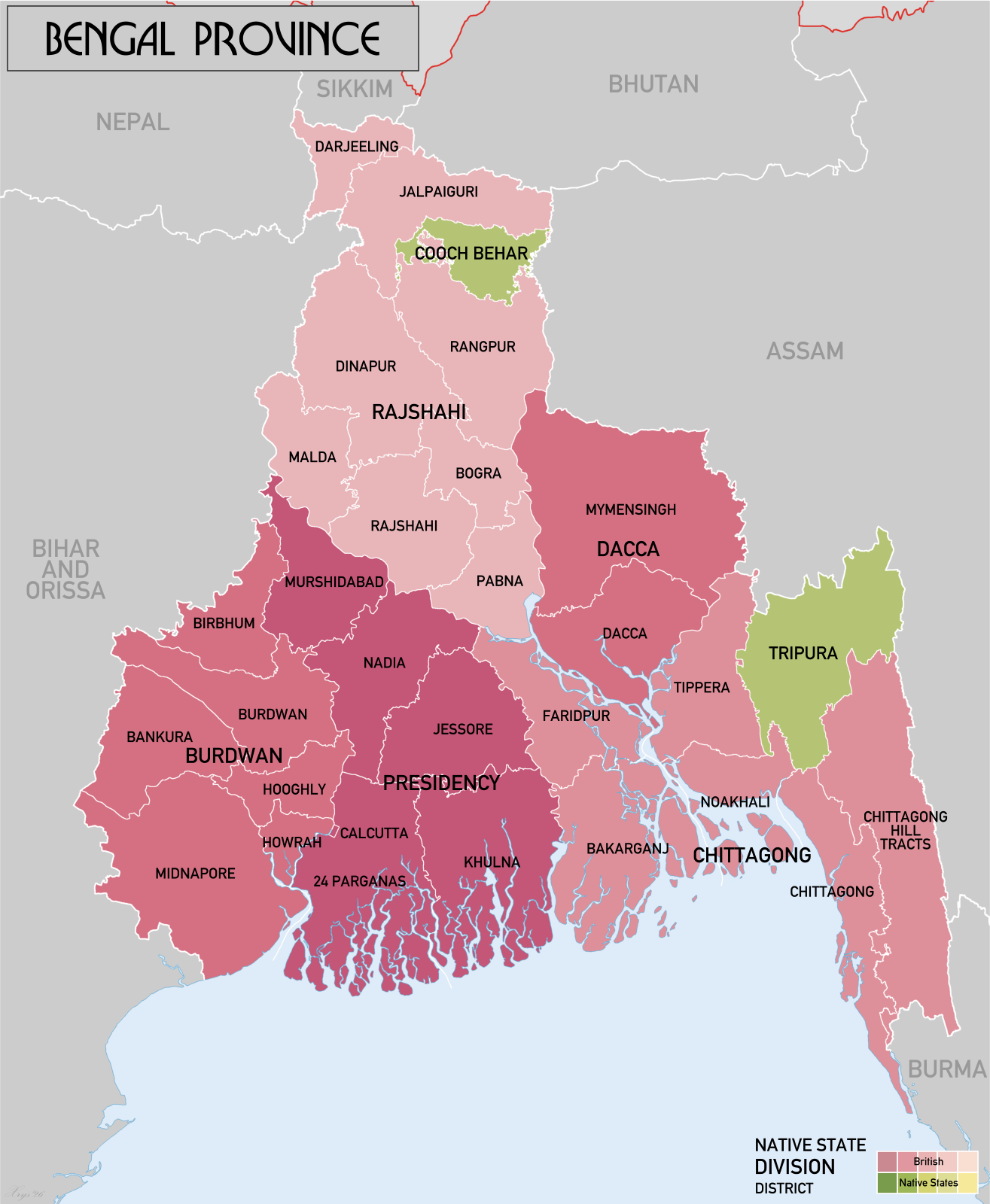
Провінція Бенгалія в 1931 році та прилеглі тубільні князівства Хілл Тіппера та штат Куч Бехар

## Уряд

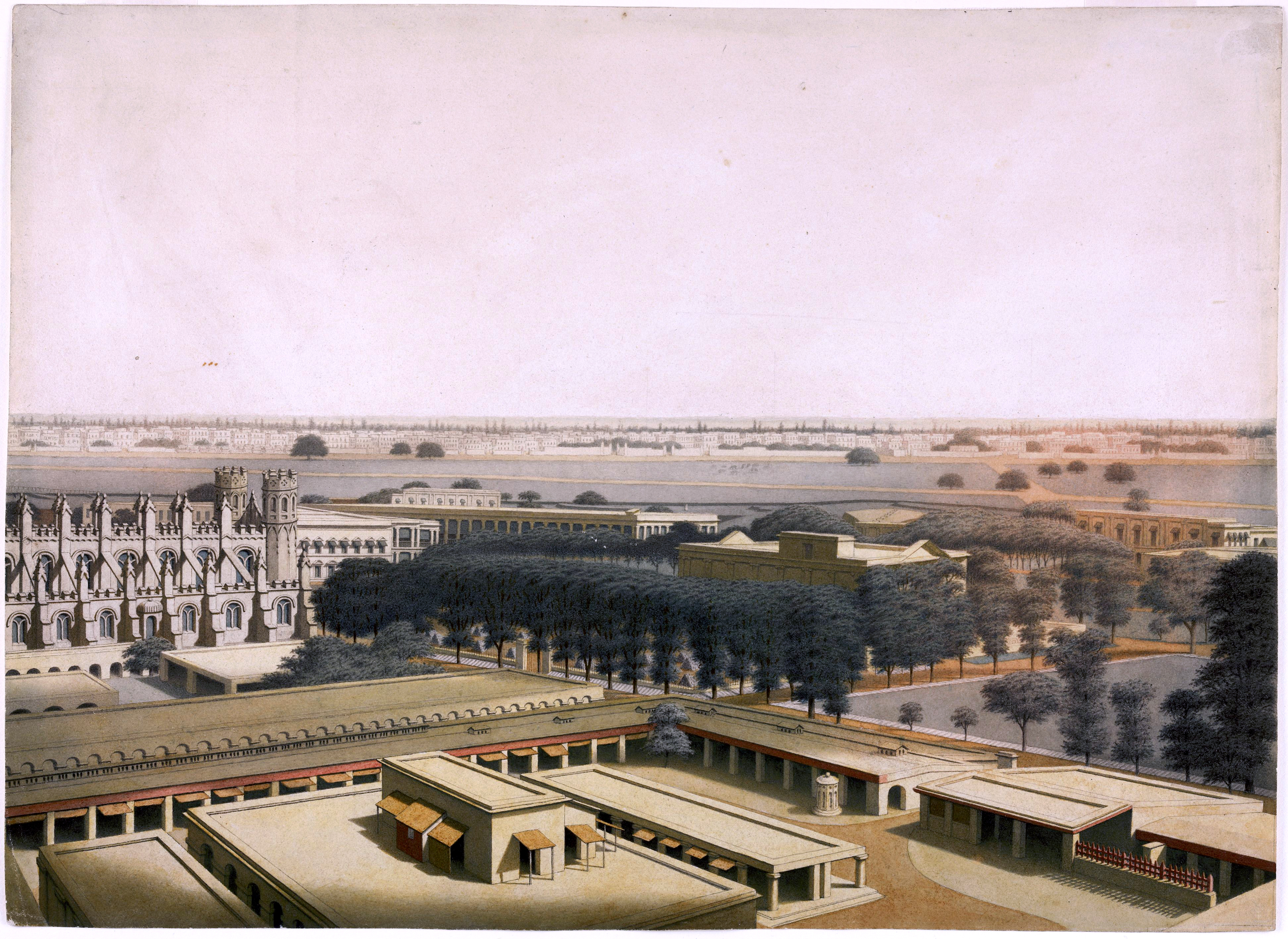
Форт Вільям, 1828 рік

Спочатку Бенгалія перебувала під управлінням Ост-Індської компанії, яка призначала головних агентів/президентів/губернаторів/лейтенант-губернаторів у Форт-Вільямі. Губернатор Бенгалії багато років одночасно був генерал-губернатором Індії. Ост-Індська компанія зберігала контроль за допомогою своїх приватних армій та адміністративного механізму. Однак, Ост-Індська компанія була квазіофіційною організацією, отримавши королівську хартію від королеви Єлизавети I у 1600 році. Індійське повстання 1857 року змусило британський уряд взяти на себе прямий контроль над адміністрацією Індії відповідно до Закону про уряд Індії 1858 року. Главою держави став британський монарх, який також отримав титул імператора Індії / імператриці Індії. Монарх був представлений через намісника. Віце-король Індії перебував у президентстві Бенгалії до 1911 року. Державний секретар Індії також був важливою посадовою особою. Державна служба Бенгалії керувала урядом провінції. Сучасні вчені засуджують колоніальну систему як бюрократичний авторитаризм.

### Виконавчі ради
Заснований Хартійним актом 1833 року генерал-губернатор у Раді підпорядковувався Суду директорів Ост-Індської компанії та Британської корони. Генерал-губернатор у Раді у Форт-Вільямі прийняв закони, такі як заборона перської мови як офіційної відповідно до Закону №. XXIX 1837 року, прийнятий президентом Ради Індії на засіданні Ради 20 листопада 1837 року.

### Судова влада

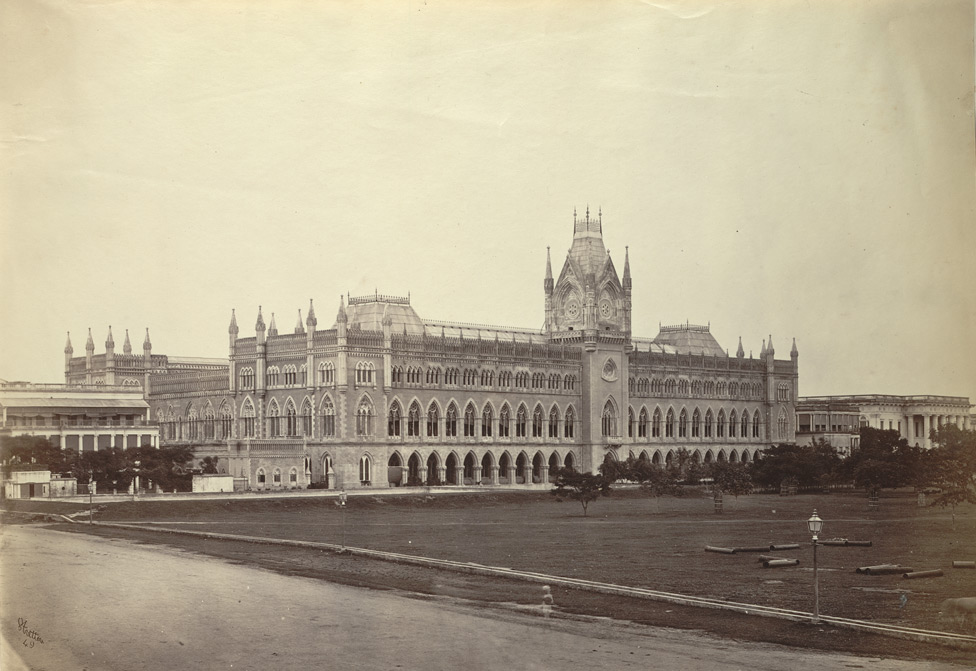
Високий суд Калькутти, 1860-ті роки

Високий суд Калькутти був створений у 1862 році. Будівля була спроєктована за зразком Суконних рядів Іпра в Бельгії. Будівля Верховного суду Дакки була побудована на початку ХХ століття з елементами римського пантеону. Окружні суди були засновані в усіх окружних штабах президентства Бенгалії. На окружному рівні збирачі податків і збори діяли з повноваженнями магістратів. 1829 року суддівська влада була надана всім інкасаторам і службовцям доходів. Суперечки щодо відсутності поділу влади тривали до 1921 року.

### Законодавча рада Бенгалії (1862–1947)

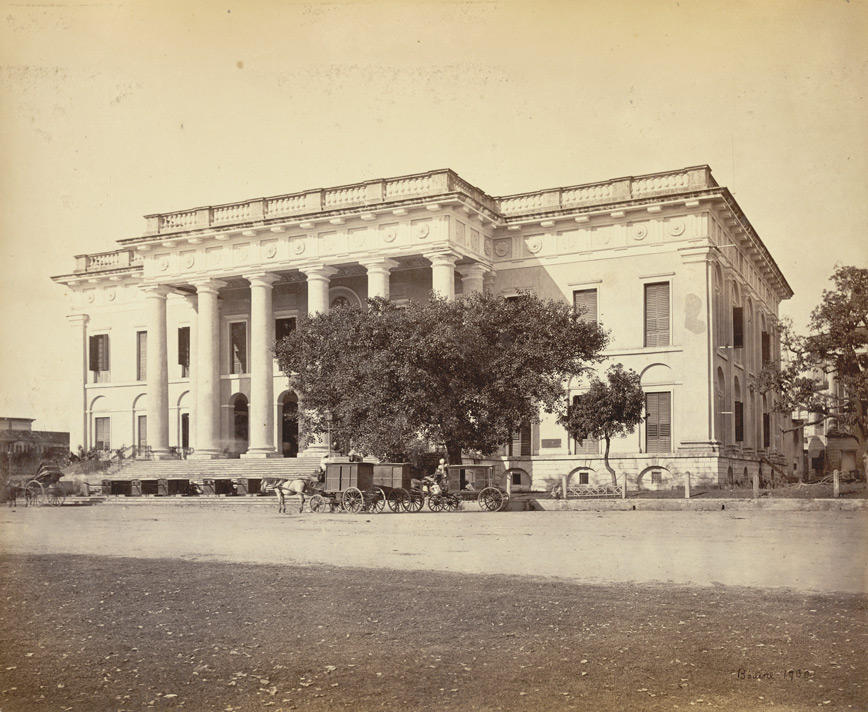
Законодавча рада зібралася в ратуші Калькутти

Британський уряд почав призначати законодавчі ради відповідно до Закону про індійські ради 1861 року. Законодавча рада Бенгалії була заснована в 1862 році. Це була одна з найбільших і найважливіших законодавчих рад у Британській Індії. Протягом багатьох років повноваження ради поступово розширювалися від дорадчої ролі до обговорення політики уряду та прийняття законодавства. Відповідно до Закону про уряд Індії 1935 року рада стала верхньою палатою законодавчого органу Бенгалі.

### Двовладдя (1920–1937)
Реформи Монтегю-Челмсфорда 1919 року в Британській Індії, прийняті в 1921 році, розширили Законодавчу раду Бенгалії до 140 членів, включивши до неї більше обраних індійців. Реформи також запровадили принцип діархії, згідно з яким певні повноваження, такі як сільське господарство, охорона здоров’я, освіта та місцеве самоврядування, були передані виборним міністрам. Однак такі важливі портфелі, як фінанси, поліція та іригація, були зарезервовані за членами виконавчої ради губернатора. Серед видатних міністрів були Сурендранат Банерджі (Місцеве самоврядування та охорона здоров’я 1921–1923), сер Проваш Чандер Міттер (Освіта 1921–1924, Місцеве самоврядування, Охорона здоров’я, сільське господарство та громадські роботи 1927–1928), Наваб Саїд Наваб Алі Чаудхурі (сільське господарство та громадські роботи) та А. К. Фазлул Хук (освіта 1924). Бхупендра Нат Бозе та сер Абдур Рахім були виконавчими членами Ради губернатора.

### Законодавчі збори Бенгалії (1935–1947)
Закон про уряд Індії 1935 року заснував Законодавчу асамблею Бенгалії як нижню палату законодавчої влади Бенгалії. Це була 250-місна асамблея, більшість членів якої обиралася або Загальним виборством, або мусульманським виборством (відповідно до нагороди громади). Були висунуті інші члени. Окремий електорат, який відокремлював мусульман від загального електорату, викликав глибокі суперечки. Прем'єр-міністр Бенгалії був членом асамблеї.

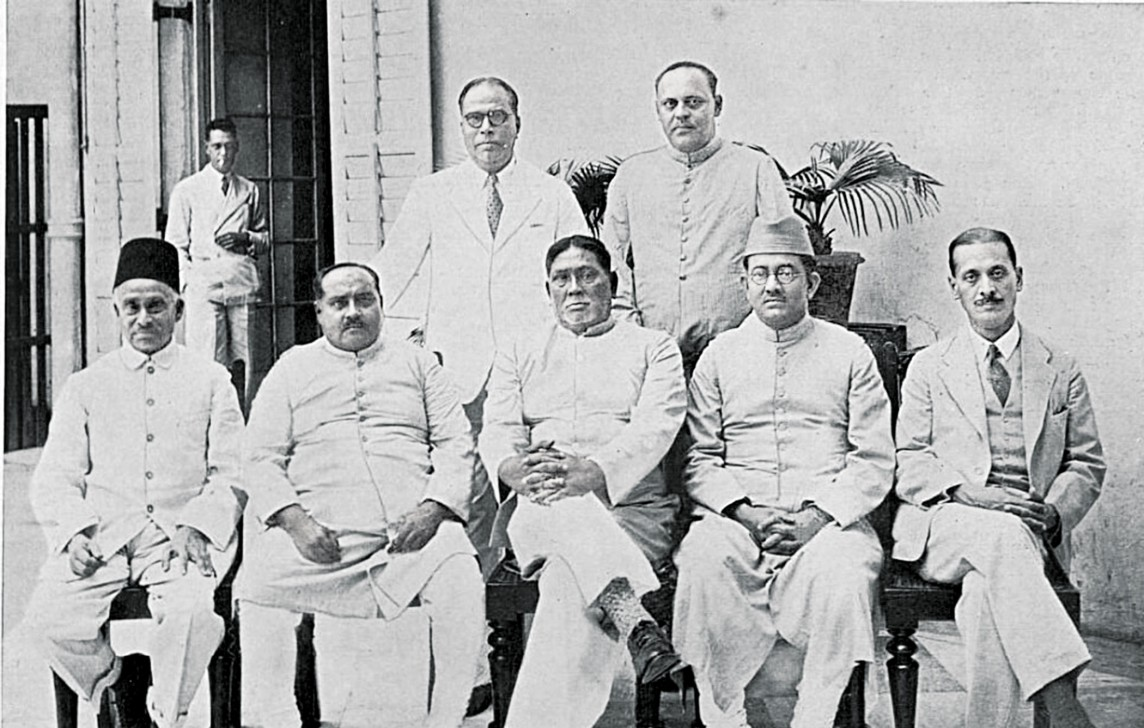
Перший обраний кабінет Бенгалії на чолі з А. К. Фазлулом Хуком у 1937 році

На виборах 1937 року Індійський національний конгрес став найбільшою партією, але не набрав абсолютної більшості. Другою за величиною партією була Мусульманська ліга Бенгальської провінції (МЛБП), на третьому місці — Партія Крішак Праджа. МЛБП, партія Крішак Праджа та незалежні законодавці сформували коаліційний уряд. А. К. Фазлул Хук, засновник МЛБП, який пізніше відокремився від партії Крішак Праджа, був обраний лідером парламенту та прем'єр-міністром. Хук проводив політику єдності індуїстів і мусульман. До його кабінету входили провідні індуїстські та мусульманські діячі, зокрема Наліні Ранджан Саркар (фінанси), Біджой Прасад Сінгха Рой (доходи), Махараджа Шріш Чандра Нанді (комунікації та громадські роботи), Прасанна Деб Райкут (ліс і акцизи), Мукунда Бехарі Маллік (кооперативи, кредити та сільська заборгованість), сер Хваджа Назімуддін (дім), Наваб Хваджа Хабібулла (сільське господарство та промисловість), Хусейн Шахід Сухраварді (комерція та праця), Наваб Мушарраф Хусейн (судові та законодавчі справи) та Саїд Наушер Алі (охорона здоров’я та місцеві самоврядування). Хук сприяв фінансовій і земельній реформам за допомогою Закону про сільськогосподарських боржників Бенгалії (1938 р.), Закону про позикодавців (1938 р.) і Закону про оренду (з поправками) Бенгалії (1938 р.). Він представив законопроєкт про початкову освіту, щоб зробити початкову освіту безкоштовною та обов’язковою. Він створив такі школи, як коледж леді Браборн. 1941 року прем'єр-міністр Хук приєднався до Ради оборони віце-короля на підтримку військових зусиль союзників. У листі до губернатора Джона Герберта Хук закликав відродити бенгальську армію. Він написав: «Я хочу, щоб ви дали згоду на формування бенгальської армії зі ста тисяч молодих бенгальців, що складається з індуїстської та мусульманської молоді за принципом п’ятдесят на п’ятдесят. Існує наполеглива вимога негайно зробити такий крок, і народ Бенгалії не задовольниться жодними виправданнями. Це національна вимога, яка має бути негайно прийнята». Хук підтримав прийняття Лахорської резолюції в 1940 році. Він передбачав Бенгалію як одну з «незалежних держав», окреслених резолюцією.
Перший кабінет Хука розпався після того, як МЛБП вийшла з його уряду. Потім Хук сформував другу коаліцію з індуїстською Махасабхою на чолі з Сямою Прасадом Мукерджі. Цей кабінет був знаний як коаліція Шьяма-Хук. До складу кабінету увійшли Наваб Бахабур Хваджа Хабібулла, Хан Бахадур Абдул Карім, Хан Бахадур Хашем Алі Хан, Шамсуддін Ахмед, Сьяма Прасад Мукерджі, Сантош Кумар Бос і Упендранат Барман. Уряд Хука впав у 1943 році, і було сформовано уряд BPML на чолі з сером Кхавадже Назімуддіном як прем'єр-міністром. Термін перебування Назімуддіна збігся з бенгальським голодом 1943 року. Його уряд було замінено правлінням губернатора. Після закінчення Другої світової війни в 1946 році відбулися вибори, на яких МЛБП отримала переважну більшість у 113 місць у 250-місцевій асамблеї. Було сформовано уряд під керівництвом Хусейна Шахіда Сухраварді. Прем'єр-міністр Сухраварді продовжував політику поділу влади між індуїстами та мусульманами. Він також виступав за план створення бенгальської суверенної держави з багатоконфесійною політичною системою. Розпад індуїстсько-мусульманської єдності по всій Індії зрештою перевернув розподіл влади між Бенгалією. Релігійне насильство, включаючи заворушення Ноахалі та заворушення в День прямої дії, сприяло поляризації. Коли Бенгальська асамблея зібралася для голосування щодо поділу, більшість законодавців Західної Бенгалії провели окреме засідання і вирішили розділити провінцію та приєднатися до Індійського союзу. Більшість законодавців Східної Бенгалії виступали за нероздільну Бенгалію.
Під час поділу Британської Індії Бенгальська асамблея була розділена на Законодавчу асамблею Західної Бенгалії та Законодавчу асамблею Східної Бенгалії.

### Громадянські свободи
До Бенгалії було застосовано Англійське загальне право. Місцеве законодавство приймалося Законодавчою радою та Законодавчими зборами. Важливим джерелом права була також судова практика. Багато законів, прийнятих у Британській Бенгалії, все ще діють сьогодні, включаючи Кримінальний кодекс Індії. 1919 року Закон Роулата розширив повноваження на воєнний час відповідно до Закону про захист Індії 1915 року, включаючи довільні арешти та суд без присяжних. Свобода преси була обмежена індійським Законом про пресу 1910 року. Закон про підбурювальні зібрання 1908 року обмежив свободу зібрань. Положення III 1818 року також вважалося драконівським. Король Георг V надав королівську амністію для звільнення політичних в'язнів. Деякі драконівські закони були скасовані, в тому числі Закон Роулата. Попри те, що Британська Індія є юрисдикцією загального права, вона не користується таким рівнем захисту громадянських свобод, як у Сполученому Королівстві. Лише після здобуття незалежності в 1947 році та прийняття Загальної декларації прав людини в 1948 році права людини були чітко закріплені в законі.

### Тубільні князівства

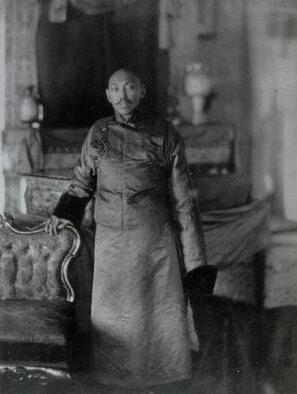
13-й Далай-лама в Калькутті в 1910 році

Тубільні князівства були автономними князівствами під сюзеренітетом британської корони в Індії. Спочатку президентство Бенгалії керувало відносинами британського уряду з більшістю князівств на північному субконтиненті, що простягався від Джамму і Кашміру на півночі до Маніпуру на північному сході. Для зв’язку між урядом і тубільними князівствами часто створювали агентства. Найбільше з цих агентств під Бенгалією колись включало Агентство Раджпутана. Інші агентства охоплювали залежні держави Чота Нагпур і держави Орісса. Також було призначено агентів для боротьби з племінними вождями, такими як три племінних короля в Читтагонг Хілл Трактс. На момент поділу Індії в 1947 році юрисдикція Бенгальського державного агентства включала штат Куч-Бехар і Хілл Тіппера.

### Гімалайські королівства
Бенгалія була стратегічно важливою для гімалайських регіонів Непалу, Тибету, Бутану та Сіккіму. Англо-непальська війна між Ост-Індською компанією та Королівством Непал завершилася Сугаульським договором, який поклав край територіальній експансії Гуркхського королівства. 1817 року між БОІК і Королівством Сіккім було підписано Тіталійський договір для встановлення британської гегемонії над Сіккімом. Війна в Бутані в 1860-х роках показала, що Королівство Бутан втратило контроль над бенгальськими дуарами. Між 1903 і 1904 роками відбулася британська експедиція в Тибет. Це призвело до укладення Лхасського договору, який визнав верховенство цинського Китаю над Тибетом.

### Зовнішні відносини

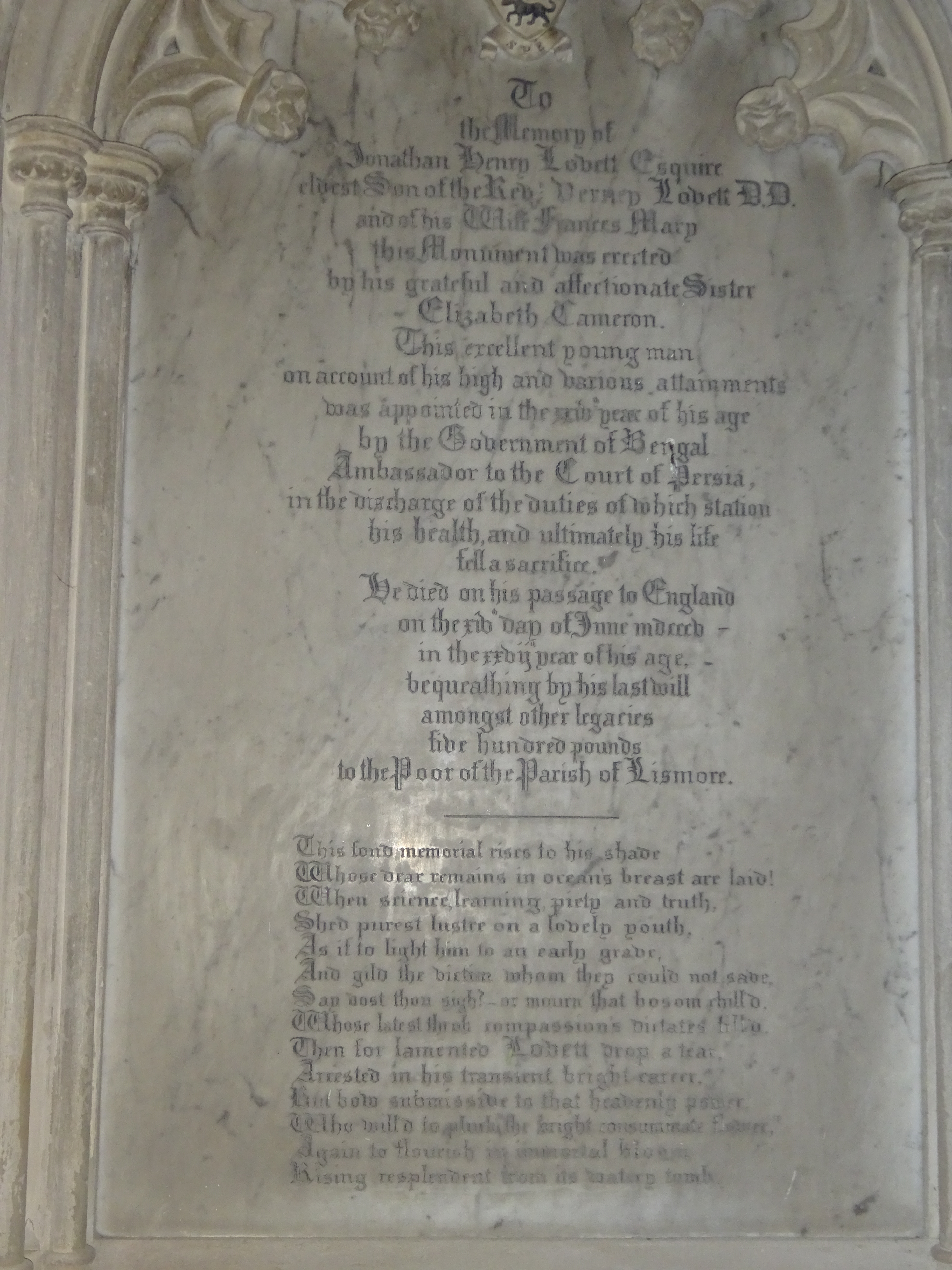
Могила Джонатана Генрі Ловетта (1779–1805), який був бенгальським послом у Каджарській Персії.

Сполучені Штати Америки почали надсилати своїх посланців до Форт-Вільяма у XVIII столітті. 19 листопада 1792 року президент Джордж Вашингтон призначив Бенджаміна Джоя першим консулом у Форт-Вільямі. Номінація була підтримана колишнім держсекретарем Томасом Джефферсоном і затверджена Сенатом США 21 листопада 1792 року. Бенджамін Джой досяг Калькутти в 1794 році. БОІК не визнав Джоя офіційним консулом, але дозволив йому бути комерційним агентом. Американське генеральне консульство було створено під час офіційного британського правління. Консульське агентство Читтагонга було створено в 1860-х роках. Багато інших країн також відкривають консульства в Калькутті.

## Освіта

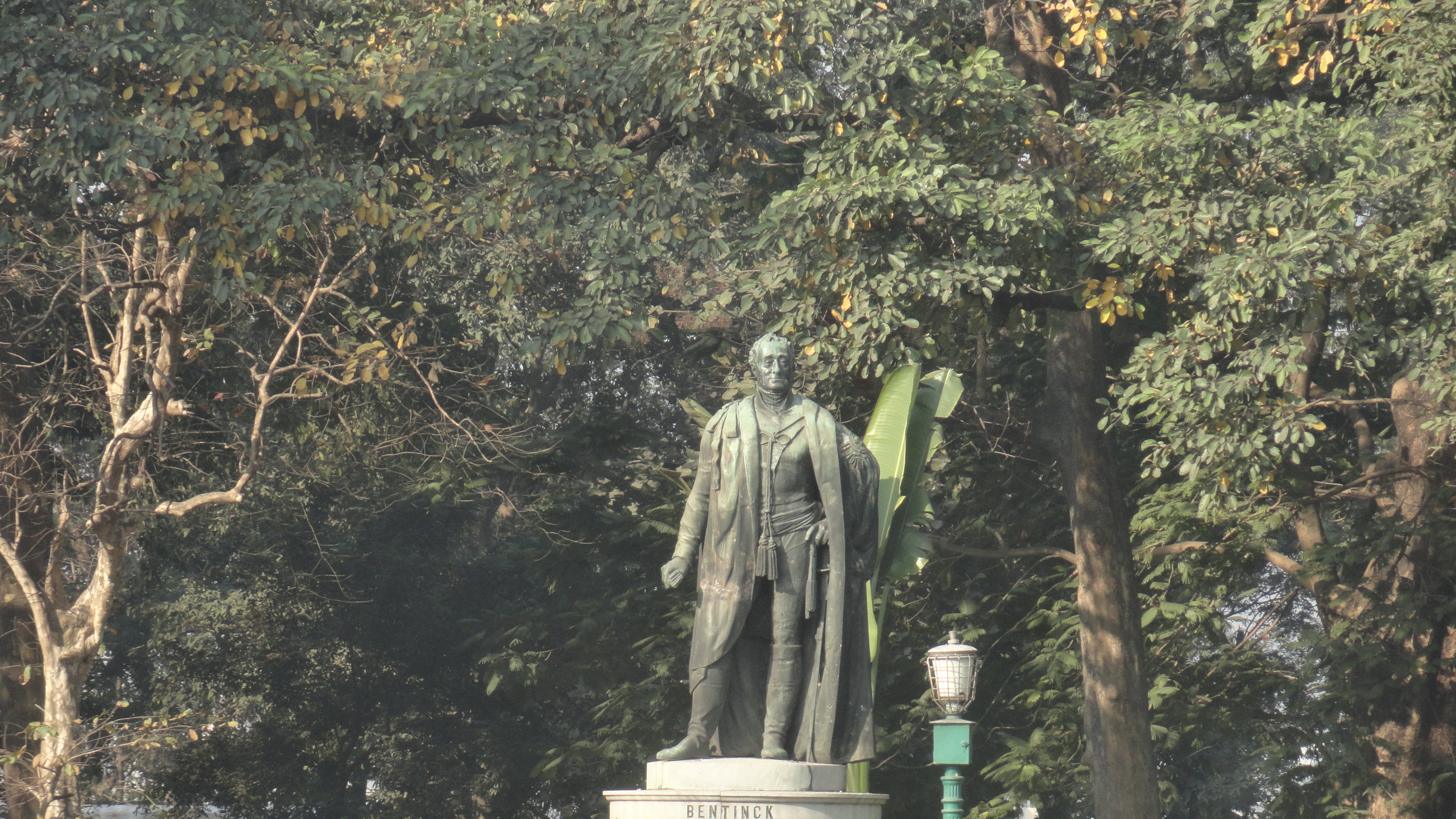
Статуя лорда Вільяма Бентінка в Меморіалі Вікторії в Калькутті. Будучи генерал-губернатором, Бентінк зробив англійську мову засобом навчання в школах і поступово відмовився від перської.

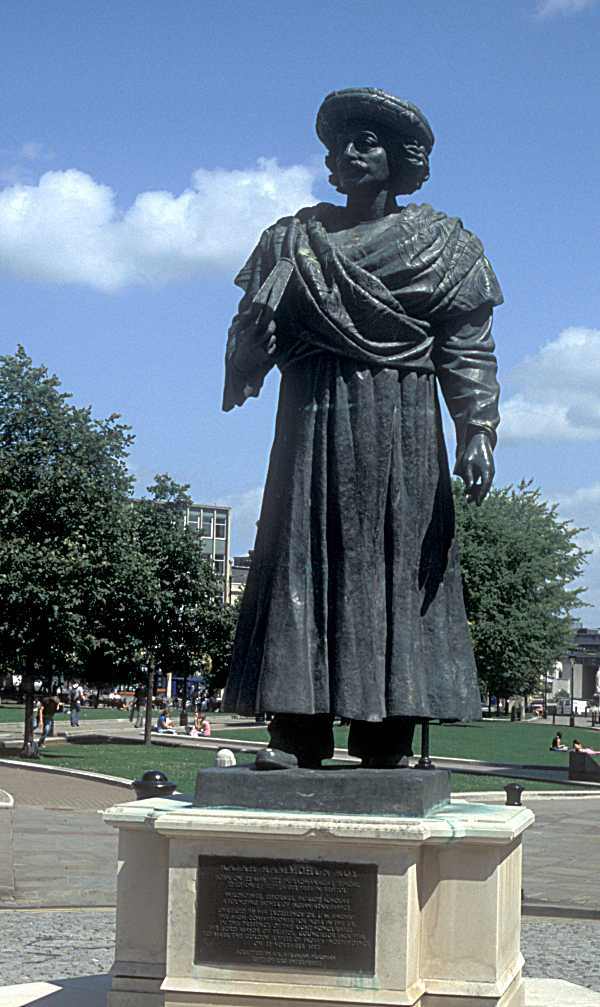
Раджа Рам Мохун Рой, місцевий реформатор і педагог

Під британським правлінням у багатьох районах Бенгалії були засновані коледжі вільних мистецтв. Під час британського правління в Бенгалії було лише два повноцінні університети, включаючи Калькуттський і Даккський університети. Обидва університети були представлені в Законодавчих зборах Бенгалії відповідно до Закону про уряд Індії 1935 року.
Відповідно до законів про обов’язкову освіту початкова освіта була обов’язковою. Попри значні досягнення та появу великого освіченого середнього класу, більшість населення не мала доступу до належної освіти. Деякі з провідних шкіл включали Східну семінарію в Калькутті, середню школу Св. Григорія в Дакці, колегіальну школу Раджшахі та колегіальну школу у Читтагонзі. Європейські місіонери, індуські філантропи та мусульманські аристократи були впливовими пропагандистами освіти. Етнічні меншини мали власні заклади, такі як вірменська школа Погосе.
У кожному районі Бенгалії була окружна школа, яка була провідним середнім закладом. Оскільки Калькутта була колоніальною столицею, у місті була велика концентрація навчальних закладів. Його приклад наслідувала Дакка, яка була столицею провінції між 1905 і 1912 роками. Бібліотеки були засновані в кожному районі Бенгалії колоніальним урядом і заміндарами. 1854 року було відкрито чотири великі публічні бібліотеки, включаючи бібліотеку Богра Вудберна, публічну бібліотеку Рангпура, публічну бібліотеку Інституту Джессора та публічну бібліотеку Барісала. Нортбрук Гол був заснований у 1882 році на честь генерал-губернатора лорда Нортбрука. Інші побудовані бібліотеки включають Публічну бібліотеку Вікторії, Наторе (1901), Публічну бібліотеку Сіраджгандж (1882), Публічну бібліотеку Раджшахі (1884), Бібліотеку Комілла Бірчандра (1885), Публічну бібліотеку Інституту Шаха Махдума, Раджшахі (1891), Публічна бібліотека Ратуші Ноахалі (1896), Меморіальна бібліотека Премії, Силхет (1897), Публічна бібліотека муніципалітету Чіттагонг (1904) і Наукова бібліотека Варендра (1910). 1925 року була створена Бібліотечна асоціація Великої Бенгалії.
Європейці відіграли важливу роль у модернізації бенгальської мови. Першу книгу з граматики бенгальської мови склав португальський місіонер. Офіційною мовою була англійська. Використання перської мови як офіційної було припинено Законом №. XXIX 1837 року, прийнятий президентом Ради Індії на засіданні Ради 20 листопада 1837 року. Проте перську мову продовжували викладати в деяких закладах. Кілька навчальних закладів мали факультети санскриту та арабської мови. Нижче наведено частковий перелік відомих коледжів, університетів і наукових товариств у президентстві Бенгалії.
- Азійське товариство
- Шотландський церковний коледж
- Президентський коледж
- Коледж Форт-Вільяма
- Калькуттський інженерно-будівельний коледж
- Міський коледж, Калькутта
- Калькуттський медичний коледж
- Університет Калькутти
- Даккський коледж
- Даккський медичний коледж
- Інженерна школа Ахсанулли
- Університет Дакки
- Коледж Чіттагонг
- Коледж Раджшахі
- Коледж Кармайкла
- Коледж Вікторія
- Коледж Бетюн
- Едемський коледж
- Бавовняний коледж
- Школа тропічної медицини в Калькутті
- Інститут Бозе
- Коледж Серампор
- Будівельний коледж Томасона
- Коледж Ананда Мохан
- Університет Вішва-Бхараті
- Коледж Святого Ксав'єра
- Індійська асоціація розвитку науки
- Санскритський коледж
- Медресе в Калькутті
- Академія образотворчих мистецтв
- Асоціація Індійського наукового конгресу
- Сільськогосподарське та садівниче товариство Індії
- Геологічна служба Індії
- Ботанічна служба Індії
- Математичне товариство Калькутти
- Археологічна служба Індії
- Антропологічна служба Індії
- Коледж Раджендра

## Економіка

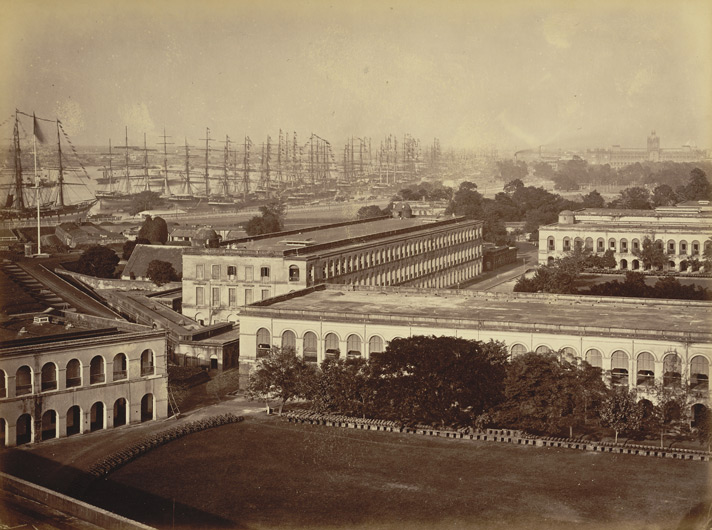
Порт Калькутти, 1885 рік

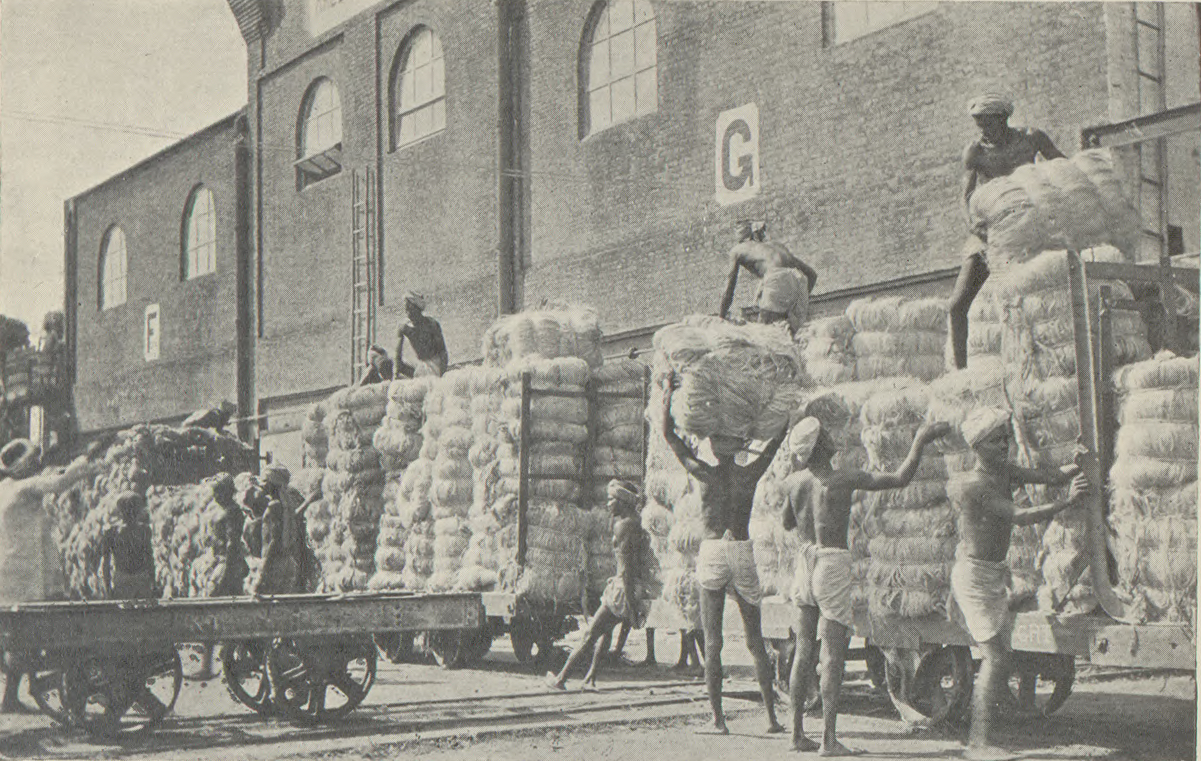
Робітники джутової фабрики в порту Нараянгандж, 1906 рік

У Бенгалії британці успадкували від Великих Моголів найбільші прибутки на Індійському субконтиненті. Наприклад, дохід лише доколоніальної Дакки становив 1 мільйон рупій у 18 столітті (висока сума в ту епоху). Могольська Бенгалія давала 12% світового ВВП і була великим експортером шовку, бавовни, селітри та сільськогосподарської продукції. Завдяки своїй протоіндустріальній економіці Бенгалія сприяла першій промисловій революції в Британії (зокрема, у текстильному виробництві під час промислової революції). Після 1757 року британці передали Бенгалію під управління компанії (що призвело до деіндустріалізації Бенгалії). Інші європейські держави в регіоні включали Французьку Ост-Індську компанію, Голландську Ост-Індську компанію, Остендську компанію та Данську Ост-Індську компанію. Спочатку Англійська Ост-Індська компанія сприяла вирощуванню опіуму, що спричинило опіумні війни з цинським Китаєм. Просування Ост-Індською компанією вирощування індиго спричинило повстання індиго. Британців багато критикували за те, що вони сприяли імпорту текстилю та придушували місцеве виробництво мусліну. Кульмінацією хаосу періоду правління Компанією став індійський заколот у 1857 році. 1858 року британський уряд отримав прямий контроль над індійською адміністрацією. Бенгалія була включена в ринкову економіку та торгові мережі Британської імперії.
Бенгальський президент мав найбільший валовий внутрішній продукт у Британській Індії. Перші британські колоніальні банки на Індійському субконтиненті були засновані в Бенгалії. До них належали Генеральний банк Бенгалії та Біхару (1733); Банк Індостану (1770), Бенгальський банк (1784); і Генеральний банк Індії (1786). Інші банки в Бенгалії включали Калькуттський банк (1806), Юніон-банк (1829); Урядова ощадна каса (1833); Мірзапурський банк (бл. 1835); Банк Дакка (1846); Куріграм-Банк (1887), Кумаркхалі-банк (1896), Магалугмы-банк, Чіттагонг (1910), Дінайпур-банк (1914), Банківська корпорація Комылла (1914), Центральний банк Бенгалії (1918), Комыллський Юніон-банк (1922). Позикові контори були засновані в Фарідпурі (1865), Богрі (1872), Барісалы (1873), Міменсінгу (1873), Насірабады (1875), Джессоры (1876), Муншиганджы (1876), Дацці (1878), Силхеті (1881), Пабні (1882), Кішореганджі (1883), Ноахалі (1885), Кхулні (1887), Мадаріпурі (1887), Тангаїлі (1887), Нілфамарі (1894) і Рангпурі (1894).
Найбільш ранні записи про операції з цінними паперами - це цінні папери позики Британської Ост-Індської компанії. 1830 року біржові заходи в Калькутті проводилися просто неба під деревом. Калькуттська фондова біржа була зареєстрована в 1908 році. Деякі з провідних компаній у Британській Бенгалії включали Messrs. Alexander and Co, Waldies, Martin Burn, MM Ispahani Limited, James Finlay and Co., AK Khan & Company, the Calcutta Chemical Company, Bourne & Shepherd, The Indo-Burmah Petroleum Company, Orient Airways, Shaw Wallace, Carew & Co, Aditya Birla Group, Tata Group, Balmer Lawrie, Biecco Lawrie, Braithwaite, Burn & Jessop Construction Company, Braithwaite & Co., Bridge and Roof Company, Britannia Industries, Burn Standard Company та Andrew Yule and Company. Деякі з цих підприємств були націоналізовані після поділу Індії.

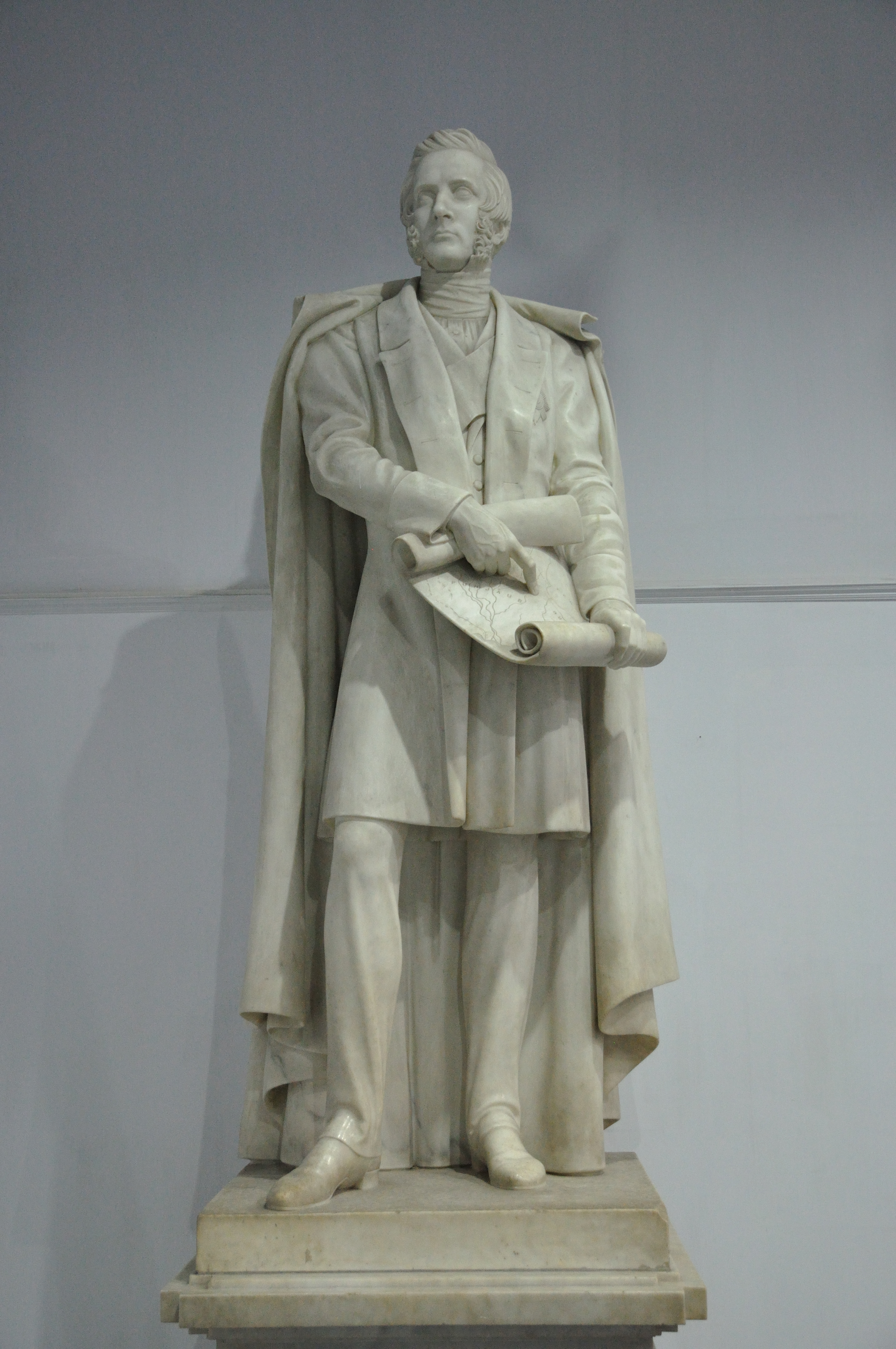
Лорду Далхаузі приписують розвиток залізниць, телеграфу та пошти

Сільськогосподарська продукція включала рис, цукрову тростину та овочі. Основними товарними культурами були джут і чай. Торгівля джутом займала центральне місце в економіці Британської Бенгалії. На Бенгалію припадала основна частка світового виробництва та експорту джуту. Необроблений джут був отриманий у внутрішніх районах Східної Бенгалії. 1878 року британський уряд оголосив порт Нараянгандж «Портом, що не обкладається податками». Однією з перших британських компаній у джутовому бізнесі була НараянганджуRally Brothers & Co.. Британські фірми використовували посередників, званих beparis, для отримання сирого джуту з глибинки. 1907 року 20 фірм займалися торгівлею джутом в Нараянганджі, в тому числі 18 європейських фірм. У 1920-х  відкрили кілька бавовняних фабрик, у тому числі бавовняну фабрику Дакешварі, бавовняну фабрику Чіттаранджан і бавовняну фабрику Лакшмі Нараян. Інші товари, якими торгували в Нараянганджі, включали деревину, сіль, текстиль, олію, бавовну, тютюн, кераміку, насіння та бетель. Сирі товари перероблялися на фабриках у Калькутті, особливо на джутових. Порт Читтагонг був реорганізований у 1887 році відповідно до Закону про комісарів порту. Його найжвавіші торгові зв'язки були з Британською Бірмою, включаючи порти Ак'яб і Рангун; та інші бенгальські порти, включаючи Калькутту, Дакку та Нараянгандж. У фінансовому році 1889-90 Читтагонг експортував загальну суму 125 000 тонн. Поруч з портом була побудована Странд-роуд. 1928 року британський уряд оголосив Читтагонг «Головним портом» Британської Індії. Порт Чіттагонга використовувався союзними силами Другої світової війни під час Бірманської кампанії.
Порт Калькутти був найбільшим морським портом Британської Індії. Порт був побудований Британською Ост-Індською компанією. Це був один із найзавантаженіших портів у світі протягом ХІХ та початку ХХ століть. Калькутта була великим торговим портом, який зв’язувався з портами Британської імперії. Його місцеві внутрішні території охоплювали межі Бенгалії, включаючи північну та північно-східну Індію, гімалайські королівства та Тибет. Бенгальська затока стала одним із найжвавіших судноплавних вузлів у світі, конкуруючи за обсягами перевезень з портами на Атлантиці. Калькутта також була важливою військово-морською базою під час Другої світової війни і зазнала бомбардувань японців.
Створювалися торгові палати. Бенгальська торгова палата була заснована в 1853 році. Торгова палата Нараянганджу була створена в 1904 році. Текстильна торгівля Бенгалії збагатила багатьох купців. Наприклад, у місті Панама в Сонаргаоні було багато таунхаусів, побудованих для заможних торговців текстилем.
Чай став основним експортним товаром Бенгалії. Північно-західна Бенгалія стала центром вирощування чаю Дарджилінг у передгір'ях Гімалаїв. Чай Дарджилінг став одним із найвідоміших сортів чаю у світі. Гімалайська залізниця Дарджілінг була побудована в зоні чайних плантацій. У східній Бенгалії горбисті райони Силхет і Чіттагонг стали центрами виробництва чаю. Ассамський чай виробляли в північно-східній частині президентства Бенгалії.
Окрім британців, головними бенефіціарами колоніальної економіки були заміндари (земельні шляхтичі). Постійне поселення впроваджувало систему, за якою селяни були боржниками перед заміндарами. Селяни орендували землю у заміндарів і ставали орендарями. Сильний контроль над землею з боку заміндарів означав, що британці не мали головного болю в експлуатації торгівлі та бізнесу. Однак Бенгалії приділялося мало уваги індустріалізації через укорінені відносини між селянами та заміндарями під час постійного поселення. Заміндари Бенгалії будували у своїх маєтках маєтки, будиночки, сучасні бунгало, таунхауси та палаци. Деякі з найбільших маєтків включають Палац Хазардуарі в Муршидабаді, Ахсан Манзіл у маєтку Наваба Дакки, Мармуровий палац у Калькутті та Палац Куч Бехар.

## Інфраструктура та транспорт

### Залізниці

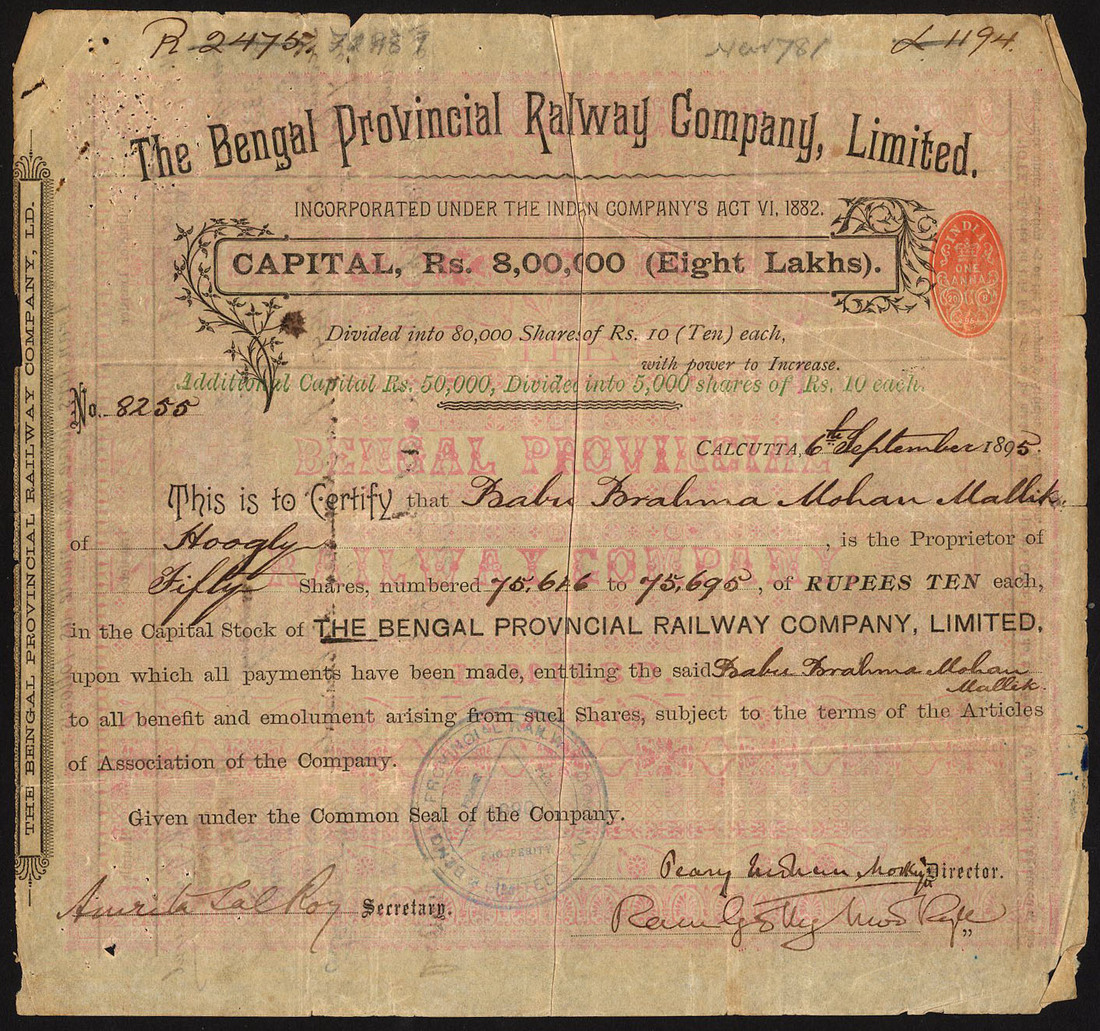
Свідоцтво акціонера Bengal Provincial Railway Company Limited

Після винаходу залізниць у Великій Британії Британська Індія стала першим регіоном в Азії, де була залізниця. Ост-Індська залізнична компанія ввела залізниці в Бенгалію. Компанію було засновано 1 червня 1845 року в Лондоні за договором про врегулювання з капіталом у 4 000 000 фунтів стерлінгів. Його перша лінія з'єднувала Калькутту з містами Північної Індії. До 1859 року тут було 77 паровозів, 228 туристичних вагонів і 848 вантажних вагонів. Велика кількість деревини соляного дерева була імпортована з Непалу для розробки шпал. У 1862 році залізниці були введені в східну Бенгалію за допомогою Східно-Бенгальської залізниці. Перша лінія з'єднувала Калькутту і Куштію. До 1865 року залізниця була продовжена до Раджбарі на березі річки Падма. До 1902 року залізниця була продовжена до Ассама. Ассамська бенгальська залізниця була заснована для обслуговування північно-східної частини президентства Бенгалії з кінцевою зупинкою в Читтагоні.
Бенгальська та Північно-Західна залізниця була створена в 1882 році, щоб з’єднати міста регіону Оуд з Калькуттою. Через річки в Бенгалії було побудовано кілька залізничних мостів, таких як міст Хардінг. 1999 року ЮНЕСКО визнало Гімалайську залізницю в Дарджилінгу об'єктом Всесвітньої спадщини.

### Дороги та шосе
У 1830-х роках Ост-Індська компанія почала перебудовувати стародавню Велику магістральну дорогу на асфальтоване шосе. Компанії потрібна була дорога для комерційних та адміністративних цілей. Він з’єднував Калькутту з Пешаваром у Північно-Західній прикордонній провінції. Для цього проєкту компанія заснувала коледж для підготовки та працевлаштування місцевих геодезистів, інженерів та наглядачів. На сході дорога простягалася до Сонаргаона, Комілли і Читтагонга. Після першого поділу Бенгалії в 1905 році новозбудовані автомагістралі з'єднали важкодоступні райони Ассама та гори Читтагонг. Усі районні міста були пов’язані міжрайонною мережею доріг.

### Водні шляхи

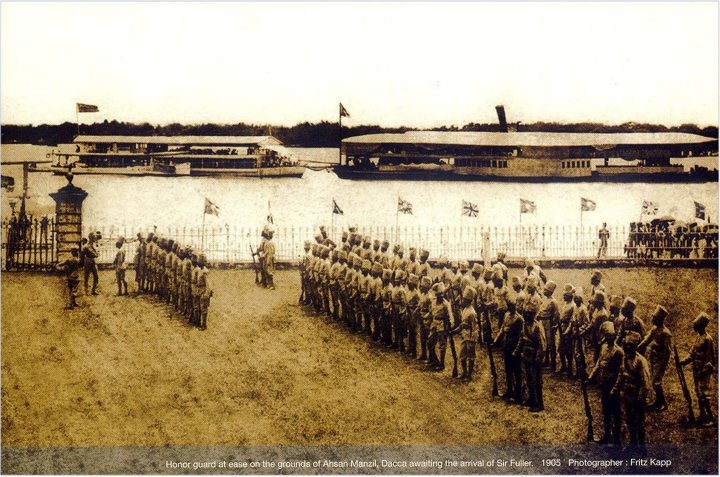
Віце-король Індії прибуває в порт Дакки в 1908 році

Гат у Бенгалії відноситься до річкового порту . Найзавантаженіші річкові порти включали порт Калькутти, порт Дакки, порт Нараянганджа і Ґоалундо-Ґхат.
Після першого поділу Бенгалії в 1905 році було запроваджено ряд нових поромних переправ, які сполучали Чіттагонг, Дакку, Богру, Дінаджпур, Рангпур, Джалпайгурі, Малдах і Раджшахі. Ця покращена мережа зв’язку сприяла розвитку торгівлі.

### Авіація

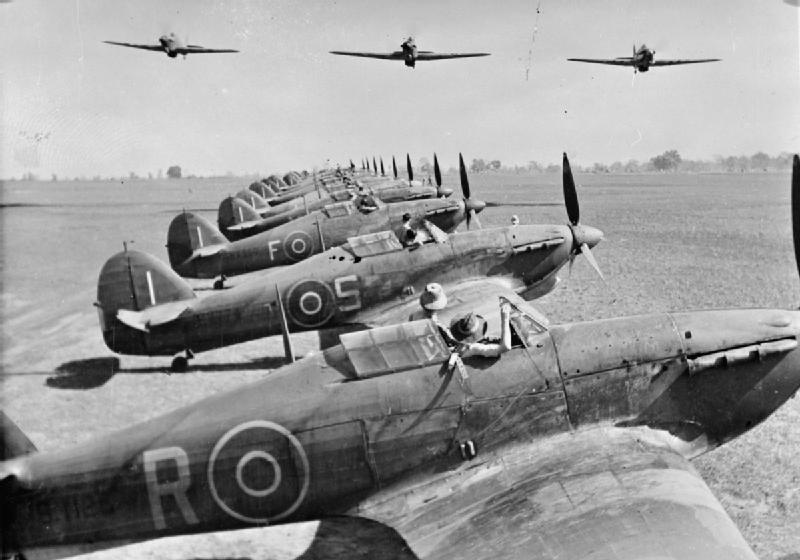
Літаки Королівських ВПС на аеродромі Читтагонг

Рання спроба пілотованого польоту в Бенгалії була зроблена молодою жінкою-повітряницею на ім'я Дженнетт Румарі, яка на той час була пов'язана з Паком Ван Тасселом і взяла сценічний псевдонім Дженнетт Ван Тасселл. Запрошена виступити Навабом Дакки о 6.20 16 березня 1892 року ввечері Дженнетт вирушила в політ з південного берега річки Буріганга. Але поривчастий вітер відніс її в сади Шахбага, де її повітряна куля застрягла на дереві. Під час порятунку з дерева вона впала і через два дні померла. Дженнетт поховано на християнському кладовищі в Нарінді в Старій Дакці.
Біля Королівської артилерійської станції на околиці Калькутти відкрито аеродром. У лютому 1929 року губернатор Бенгалії сер Стенлі Джексон відкрив Бенгальський аероклуб на аеродромі Калькутти. У 1930 році аеродром був модернізований у повноцінний аеропорт. У народі він був знаний як аеропорт Дум Дум. 1933 року Імперські авіалінії розпочали рейси з Лондона до Австралії через Калькутту. Air Orient розпочала регулярні зупинки в рамках маршруту Париж – Сайгон. KLM обслуговував маршрут з Амстердама до Батавії (Джакарта) через Калькутту. Калькутта стала зупинкою для багатьох авіакомпаній, що обслуговують маршрути між Європою, Індокитаєм та Австралазією. Політ Амелії Ергарт і Фреда Нунана, які намагалися здійснити навколосвітню подорож в 1937 році, мав зупинку в Калькутті. Місцеві авіакомпанії включали Tata Air Services і Orient Airways. Бенгалія відіграла важливу роль у повітряних операціях союзних військ Другої світової війни. Під час Бірманської кампанії Королівські військово-повітряні сили керували аеродромами по всій Бенгалії. Літаки ВПС США також дислокувалися в Бенгалії.
Нижче наведено частковий список аеропортів і аеродромів, заснованих під час британського панування в Бенгалії. Аеродроми використовувалися союзними військами під час Другої світової війни.
- Аеропорт Калькутта
- Аеродром Теджгаон
- Аеродром Чіттагонг
- Аеропорт Силхет
- Аеропорт Дохазарі
- Аеропорт Шамшернагар
- Аеропорт Лалмонірхат
- Аеропорт Тхакургаон
- Аеропорт Саїдпур
- Аеропорт Богра
- Аеропорт Ішварді
- Аеропорт Комілла
- Аеродром Фенні
- Аеродром Хатазарі
- Аеродром Асансол
- Аеродром Чакулія
- Аеродром Пярдоба
- Аеродром Гусхара
- Аеродром Дудхкунді
- Аеродром Пандавесвар
- Аеродром Чарра

## Військо

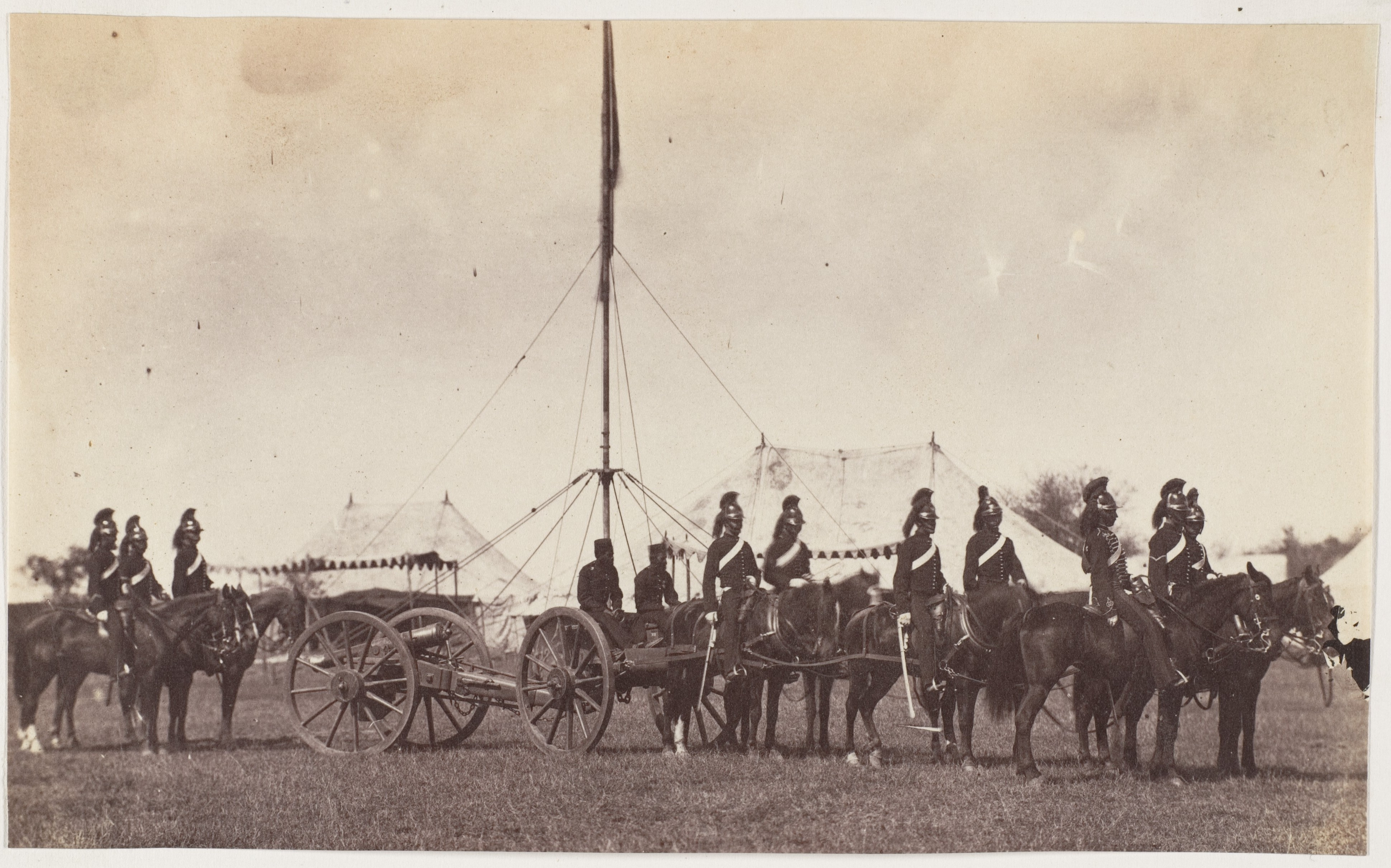
Бенгальська кінна артилерія, 1860 рік

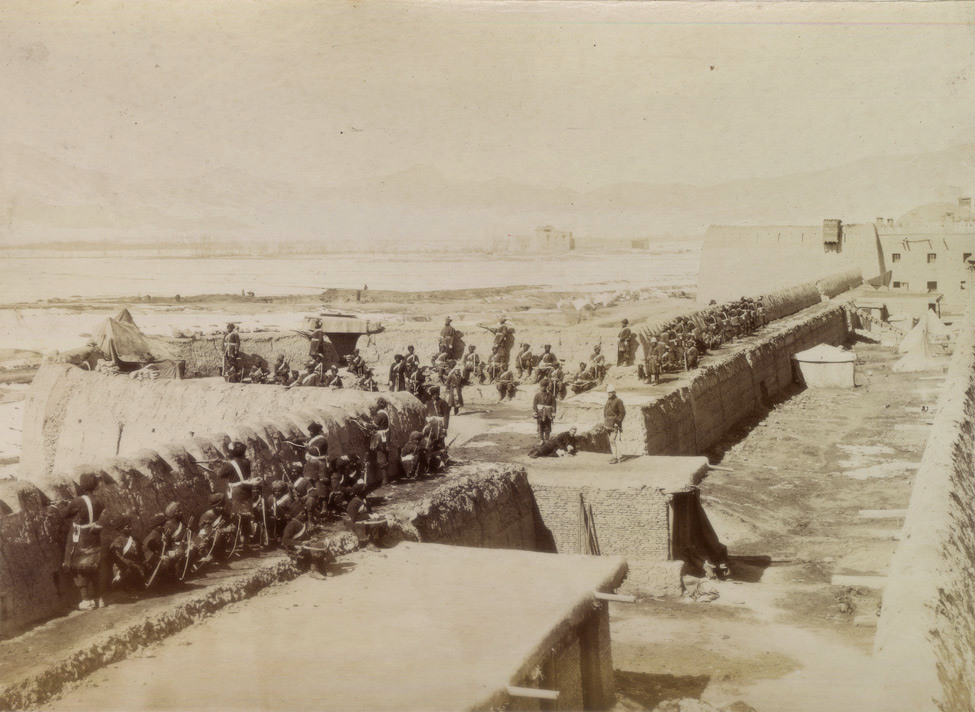
Бенгальські сапери в Кабулі, 1879 рік

Бенгальська армія була однією з президентських армій Британської Індії. Його утворила Ост-Індська компанія. Головнокомандувач бенгальської армії одночасно був головнокомандувачем Індії з 1853 по 1895 рік, оскільки бенгальська армія була найбільшою з президентських армій. Спочатку новобранці включали європейців і солдатів колишніх армій навабів. Багато новобранців були вихідцями з Біхару та Ауду. В Бенгальську армію також набиралися гуркхи. 1895 року Бенгальська армія була об'єднана в Британсько-індійську армію. З 1895 по 1908 рік британська індійська армія мала Бенгальське командування.
Основні військові дії, що вплинули на Британську Бенгалію, включали Першу англо-бірманську війну, Англо-непальську війну, Першу афганську війну, Опіумні війни, Бутанську війну, Другу англо-афганську війну, Першу світову війну та Всесвітню кампанію в Бірмі часів Другої світової війни. Головною британською базою в Бенгалії був Форт-Вільям. По всьому субконтиненту британці часто перетворювали фортеці Великих Моголів на військові бази, наприклад у Делі та Дакці. Британці також побудували кантонменти, в тому числі Кантонмент Дакка і Кантонмент Читтагонг. Багато солдатів союзників, які загинули в Бірмі, були поховані на цвинтарях у Читтагоні та Коміллі. Кладовища включають Військове кладовище Співдружності, Читтагонг і військове кладовище Майнаматі, які утримуються Комісією з військових могил Співдружності.

## Голод та інші стихійні лиха

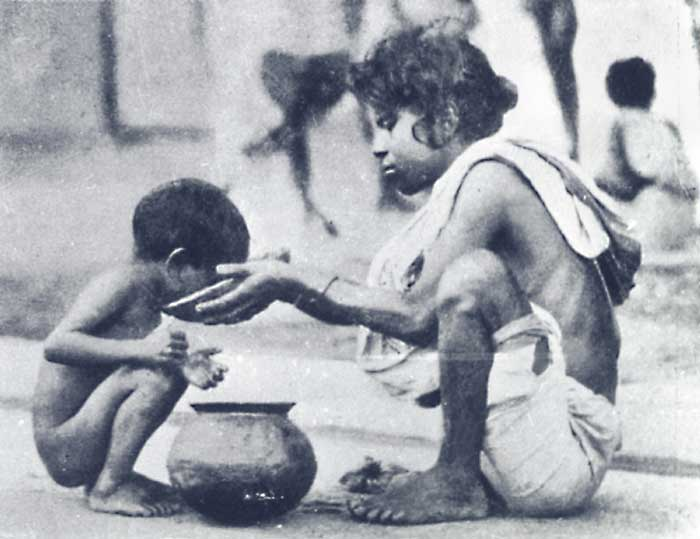
Бенгальський голод 1943 року

Колоніальна Індія, а також панування Бенгалії постраждали від численних голодів та епідемій під час британського правління. Великий бенгальський голод 1770 року тривав до 1773 року і вбив приблизно 10 мільйонів бенгальців. Ост-Індську компанію різко критикували за нехтування продовольчою безпекою населення. Неодноразові напади голоду в Індії в поєднанні з іншими зловживаннями проти населення змусили британський парламент поступово ліквідувати монополію Ост-Індської компанії, обмежити повноваження компанії та зрештою замінити її на королівство. Воррен Гастінгс, губернатор Бенгалії, був осуджений за зловживання компанії. За іронією долі, Гастінгс збирався реформувати практику компанії, а потім був виправданий у будь-яких протиправних діях. Під час судового процесу над Гастінгсом Едмунд Берк висунув різке звинувачення в недбалості з боку компанії, засудивши її за «несправедливість і зраду проти віри націй». Берк заявив: «З різними випадками вимагання та іншими діями неналежного управління.... З зубожінням і знелюдненням усієї країни... з безглуздим і несправедливим, згубним застосуванням своїх повноважень... у скиданні старовинних установ країни... З нечуваною жорстокістю та майже безіменними спустошеннями. ... Злочини, які виникли через злі схильності людей — жадібність, ненажерливість, гордість, жорстокість, злопам’ятність, пихатість, зухвалість, жорстокість, підступність, жорстокість, злісна вдача — словом, нічого такого, що не стверджує про повне зникнення всього моральний принцип, який не виявляє закоренілої чорноти серця, серця, почорнілого до найчорнішого, серця зіпсованого, гангрененого до глибини душі... Ми представили перед вами голову (Гастінгса)... Того, в якому втілені всі шахрайства, всі розтрати, все насильство, уся тиранія в Індії».
У 1876 році близько 200 000 бенгальців загинули в Барісалі в результаті бенгальського циклону 1876 року.
Президентство Бенгалії пережило сильний голод між 1873 і 1874 роками. Бенгальський голод 1943 року вбив приблизно 3 мільйони людей під час Другої світової війни. Люди помирали від голоду, малярії чи інших хвороб, що посилювалися недоїданням, переміщенням населення та відсутністю медичної допомоги. Видатні індійці, зокрема політик Шаші Тарур, поклали відповідальність за голод на британського прем’єр-міністра часів війни Вінстона Черчілля. Коли британські державні службовці надіслали листи до Лондона щодо ситуації з голодом, Черчилль одного разу відповів, сказавши: «Чому Ганді ще не помер?». Багато вчених, однак, стверджують, що було б перебільшенням звинувачувати його у кризі голоду під час війни. Справжньою причиною було захоплення Бірми японцями, які перекрили основне постачання Індії рисом для імпорту через нестачу внутрішніх джерел, що вони зробили у Східній Бенгалії після руйнівного циклону в середині жовтня 1942 року. Ліззі Коллінгем вважає, що масштабні глобальні дислокації поставок, спричинені Другою світовою війною, фактично гарантували, що десь у світі виникне голод, але расизм Черчилля щодо індійців визначив точне місце, де він буде. 

## Культура

### Літературний розвиток

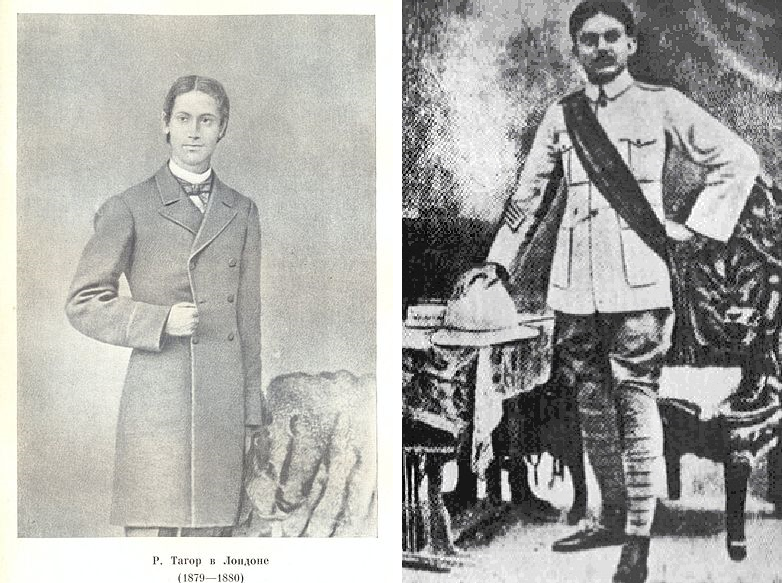
Рабіндранат Тагор (перебуваючи в Лондоні в 1879) і Казі Назрул Іслам (перебуваючи в британсько-індійській армії в 1917–1920)

Англійська мова замінила перську як офіційну мову адміністрації. Використання перської мови було заборонено Законом №. XXIX 1837 року, прийнятий Президентом Ради Індії в Раді 20 листопада 1837 року, поклавши кінець шести століттям індо-перської культури в Бенгалії. Бенгальська мова приділяла підвищену увагу. Європейські місіонери підготували перші сучасні книги з граматики бенгальської мови. У доколоніальні часи індуси та мусульмани були дуже прив’язані до своїх літургійних мов, включаючи санскрит та арабську. Під британським пануванням використання бенгальської мови розширилося, і вона зміцнилася як lingua franca для корінного населення. Бенгальською мовою почали писати романи. 1913 року Нобелівської премії з літератури був удостоєний літературний ерудит Рабіндранат Тагор. Активіст культури Казі Назрул Іслам здобув популярність як поет-повстанець Британської Індії. Джагадіш Чандра Бозе був піонером бенгальської наукової фантастики. Беґум Рокея, автор «Мрії султани», стала першою феміністичною авторкою наукової фантастики.

### Медіа

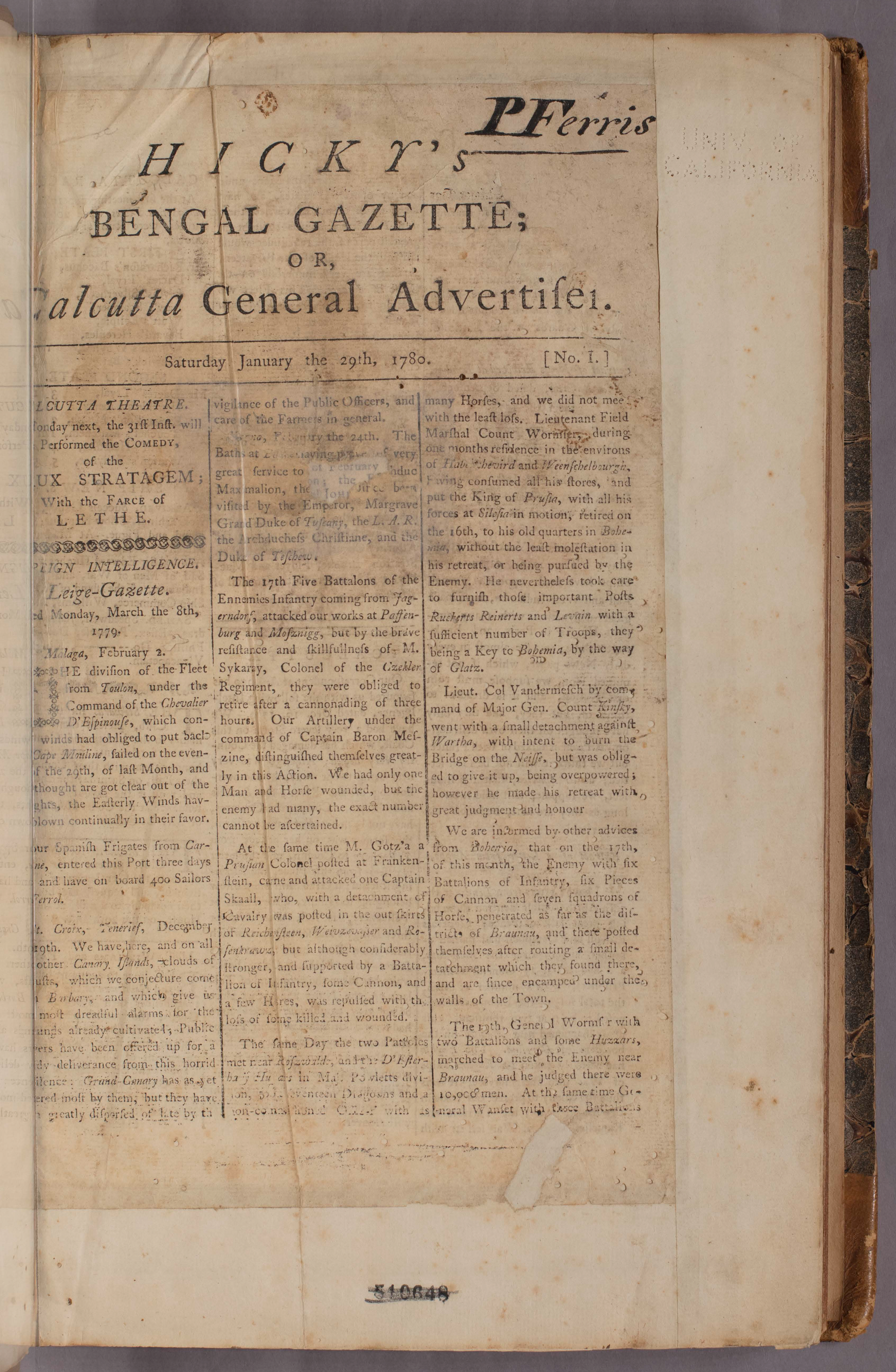
Перша сторінка Hicky's Bengal Gazette 29 січня 1780 року

Починаючи з XVIII століття в Британській Бенгалії виходили численні газети. Багато було англійською. Hicky's Bengal Gazette була головним тижневим виданням. Перші бенгальські періодичні видання з'явилися в ХІХ столітті. Calcutta Journal став першою щоденною газетою в Британській Індії. Інші газети включали Dacca News і The Bengal Times. Радіоканали почали передачу в 1927 році.

### Образотворче мистецтво

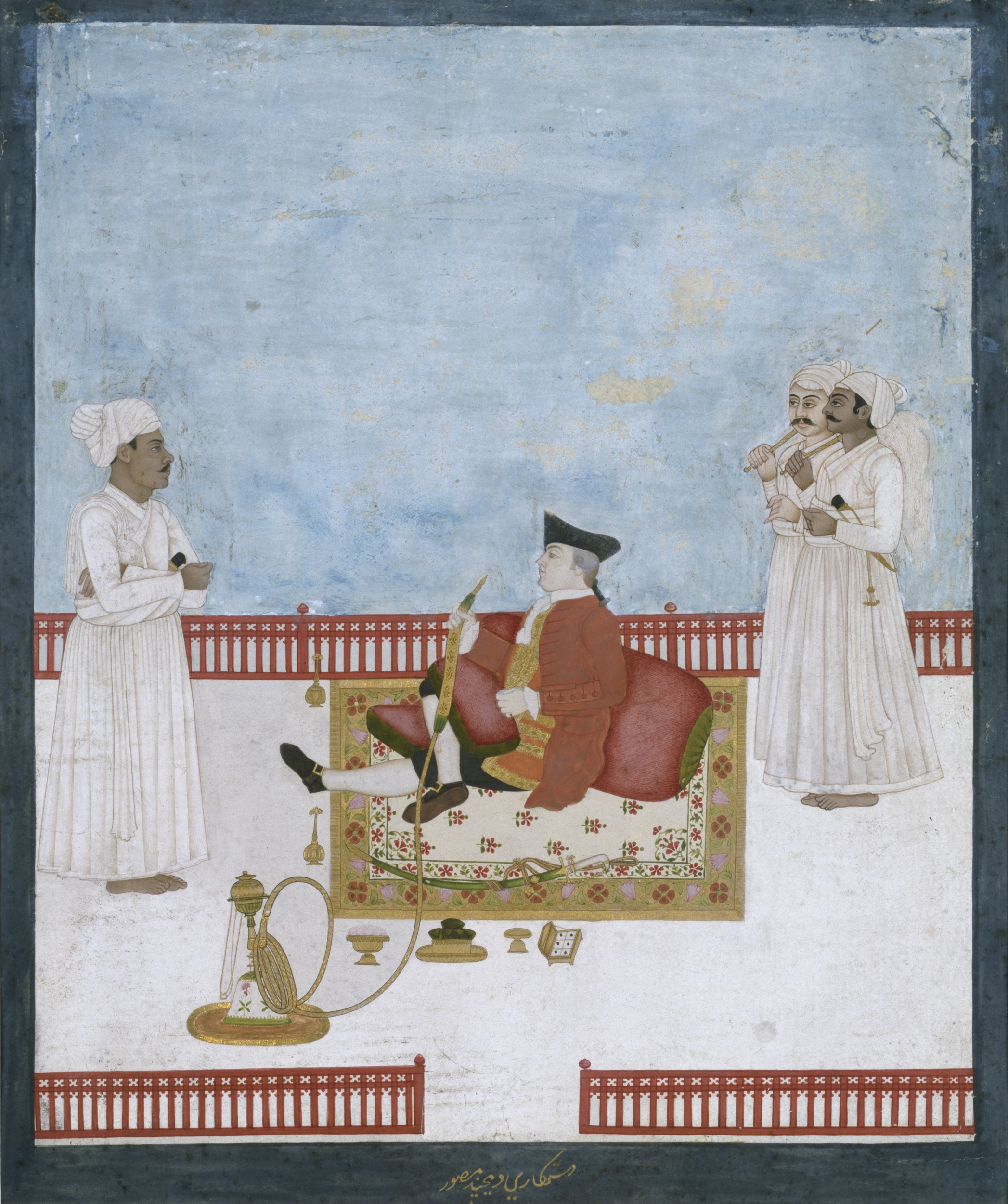
Фірмовий стиль могольської мініатюри

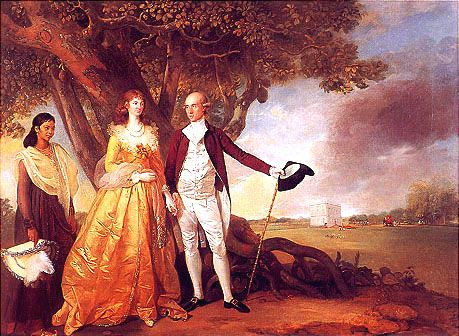
Картина Йоганна Зоффані із зображенням генерал-губернатора Воррена Гастінгса та його дружини Маріан у їх саду в Аліпорі

Школа живопису Компанії в Калькутті, Муршидабаді та Патні побачила, як мініатюри Великих Моголів поглинули зображення британських колоніальних чиновників замість чиновників Великих Моголів. Європейські художники створили численні роботи в Бенгалії з XVIII століття. Працювали в регіоні й європейські фотографи. У провінції склалася модерністська бенгальська школа живопису. Європейські скульптури широко імпортувалися заможними заміндарами. У 1940-х роках Зайнул Абедін став художником-модерністом, який зображував бідність і бенгальський голод.

### Калькуттський час
Калькуттський час був часовим поясом Бенгальського президентства. Він був заснований в 1884 році. Це був один із двох часових поясів Британської Індії. У другій половині ХІХ століття калькуттський час був найпоширенішим часом, який використовувався в індійській частині Британської імперії з записами астрономічних і геологічних подій.

### Кіно
У 1898 році виробництво бенгальського кіно розпочала Королівська компанія Біоскоп, виробляючи кадри зі сценічних постановок низки популярних шоу в театрі Crown у Дакці та Star Theatre, Minerva Theatre та Classic Theatre у Калькутті.
У 1916 році Театр Мадан почав знімати німе кіно в Калькутті. у 1919 році під прапором театру Мадан був знятий і випущений перший бенгальський повнометражний фільм Біллвамангал. Режисером фільму виступив Рустомджі Дотівала, а продюсером – Прійонат Гангулі. Бенгальська кінокомпанія Indo British Film Co незабаром була створена в Калькутті Дірендрою Натхом Гангулі. Гангулі став режисером і сценаристом Білата Ферата в 1921 році, який був першим виробництвом Indo British Film Co. Одним із найперших бенгальських звукових фільмів став Джамай Шашті (1931).
У 1927–1928 роках родина Дака Наваб випустила короткометражний фільм «Сукумарі» («Хороша дівчина»). Після успіху Сукумарі сім'я Наваб пішла на масштабніше підприємство. Щоб зняти повнометражний німий фільм, у садах родинного маєтку була створена тимчасова студія, і вони випустили повнометражний німий фільм «Останній поцілунок», який вийшов у 1931 році. Пізніше в Дакці було створено «Східнобенгальське кінематографічне товариство».

### Спорт

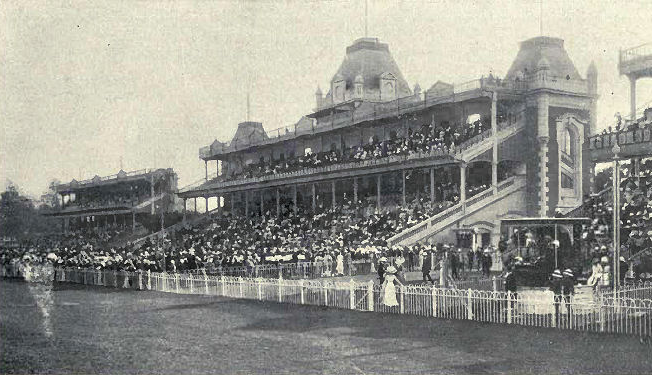
День Кубка віце-короля на іподромі в Калькутті

У крикет в бенгалії почали грати в 1790-х роках. 1792 року був заснований Калькуттський крикетний клуб. 1847 року для проведення кінних перегонів був заснований Королівський клуб Калькутти. Він став еквівалентом в Британській Індії  Жокейського клубу в Англії з точки зору арбітражних справ, пов'язаних із гонками. Крім кінних перегонів, клуб також започаткував матчі з поло серед місцевих жителів і колонізаторів. Гонки на Калькуттському іподромі колись були одними з найважливіших соціальних подій календаря, які відкрив віце-король Індії. Протягом 1930-х років Calcutta Derby Sweeps була провідною грою в тоталізаторах у світі. Клубом Дакка також був створений іподром у Рамні. Закон Бенгалії про публічні азартні ігри (з поправками) (Закон № IV від 1913 року) виключив скачки з закону про азартні ігри.

### Бенгальський ренесанс
Бенгальське відродження відноситься до рухів соціальних реформ протягом ХІХ та початку ХХ століть у регіоні Бенгалії в неподільній Індії в період британського правління. Історик Нітіш Сенгупта описує це як таке, що почалося з реформатора та гуманітарія Раджі Рама Мохана Роя (1775–1833) і закінчилося з першим нобелівським лауреатом в Азії Рабіндранатом Тагором (1861–1941). Цей розквіт релігійних і соціальних реформаторів, учених і письменників описує історик Девід Копф як «один із найбільш творчих періодів в історії Індії». Ці рухи були найпоширенішими в бенгальському індуїстському суспільстві, наприклад через Брахмо Самадж. У бенгальському мусульманському суспільстві відбувалося зростаюче культурне пробудження, включаючи появу Мір Мошаррафа Хоссейна як першого мусульманського романіста Бенгалії; Казі Назрул Іслам як відомий поет, який поєднав бенгальські та індустанські впливи; Бегум Рокея та Наваб Файзуннеса як педагогині-феміністки; Кайкобад як епічний поет; та члени руху «Свобода інтелекту».
Бенгалія відіграла важливу роль у русі за незалежність Індії та пакистанському русі. Перші організовані антиколоніальні групи з'явилися в Бенгалії. Регіон випустив багатьох політичних лідерів субконтиненту на початку ХХ століття. По всьому регіону створювалися політичні партії та повстанські групи.

### Архітектура
Громадська архітектура почала слідувати європейським стилям після приходу влади Ост-Індської компанії. Індо-сарацинський стиль, який поєднує в собі готику та індо-ісламську архітектуру, був започаткований британськими архітекторами наприкінці ХІХ століття. У той час як такі міста, як Калькутта і Дакка, відрізнялися більшою частиною цивільної архітектури, заміські будинки були побудовані в багатьох містах і селах Бенгалії. Вплив ар-деко почався в 1930-х роках. Багаті бенгальські родини (особливо маєтки заміндарів ) найняли європейські фірми для проєктування будинків і палаців.

### Суспільство
Бенгальське суспільство залишалося глибоко консервативним протягом колоніального періоду, за винятком рухів соціальних реформ. Історики стверджують, що британці використовували політику «розділяй і володарюй» між індуїстами та мусульманами. Це означало надання переваги індуїстам над мусульманами і навпаки в певних секторах. Наприклад, після постійного поселення індуїстські купці, такі як сім’я Тагор, отримали великі земельні наділи, які раніше належали аристократії Моголів. У Калькутті, де індуїсти становили більшість, заможним мусульманам часто надавали переваги над індуїстами. Одним з аспектів, який приніс користь індуїстській спільноті, було підвищення рівня грамотності. Однак багато мусульман залишилися відчуженими від англійської освіти після скасування перської мови. Бенгальське суспільство продовжувало відчувати релігійний націоналізм, який призвів до поділу Бенгалії в 1947 році. 
Британські бенгальські міста включали космополітичне населення, включаючи вірмен та євреїв. Значну частину міського населення становили англо-індійці. Було створено декілька джентльменських клубів, у тому числі Бенгальський клуб, Калькутський клуб, Дакка-клуб, Чіттагонг-клуб, Толлігунге-клуб і Суботній клуб. 

## Цитовані
- Ця стаття включає текст з публікації, яка тепер перебуває в суспільному надбанні:
Chisholm, Hugh, ред. (1911). // Encyclopædia Britannica (англ.) (вид. 11-те). Cambridge University Press. {{cite encyclopedia}}: Пропущений або порожній |title= (довідка)
- Mandal, Mahitosh (2022). Dalit Resistance during the Bengal Renaissance: Five Anti-Caste Thinkers from Colonial Bengal, India. Caste: A Global Journal on Social Exclusion. 3 (1): 11—30. doi:10.26812/caste.v3i1.367.
- C. A. Bayly Indian Society and the Making of the British Empire (Cambridge) 1988
- C. E. Buckland Bengal under the Lieutenant-Governors (London) 1901
- Sir James Bourdillon, The Partition of Bengal (London: Society of Arts) 1905
- Susil Chaudhury From Prosperity to Decline. Eighteenth Century Bengal (Delhi) 1995
- Sir William Wilson Hunter, Annals of Rural Bengal (London) 1868, and Odisha (London) 1872
- Imperial Gazetteer of India. Т. 2. Oxford: Clarendon Press. 1909.
- Ray, Indrajit Bengal Industries and the British Industrial Revolution (1757–1857) (Routledge) 2011
- John R. McLane Land and Local Kingship in eighteenth-century Bengal (Cambridge) 1993

## Зовнішні посилання
- Монети президентства Бенгалії